# Poblamiento indígena de la Argentina
El poblamiento indígena de la Argentina es el conjunto de las migraciones, adaptaciones culturales y mutaciones físicas de los seres humanos en el actual territorio de la República Argentina desde la llegada de los primeros pobladores, posiblemente en torno al décimo milenio antes de nuestra era, hasta el estado cultural y demográfico en que los hallaron los primeros europeos en arribar a esas tierras, en el siglo XVI.
Se describe a continuación el proceso de cambios culturales dentro de las sociedades de nivel cultural cazador-recolector, mencionando solo marginalmente la evolución y migraciones de las culturas agroalfareras.

## Poblamiento de América
La ya tradicional discusión entre los sostenedores de la teoría del poblamiento tardío y de la teoría del poblamiento temprano del continente americano parece estar definitivamente resuelta en favor de esta última: ya parece imposible sostener que la totalidad del poblamiento americano haya sido posterior al final de la última glaciación, hace alrededor de 12 000 años. De modo que es indudable que el continente americano estaba ya poblado hace unos 14 000 años, y es posible que el poblamiento inicial haya sido anterior en varios milenios. Los autores suelen aceptar fechas no excesivamente tempranas –20 000 y hasta 30 000 años antes del presente– aun cuando existen sitios con fechados muy anteriores, llegando en el extremo a los 60 000 años de antigüedad.
No obstante, subsiste la evidencia más que sólida de un rápido aumento del número de sitios arqueológicos datados en fechas posteriores al décimo milenio A.C., que parecería respaldar la teoría de que existió para esa época una nueva oleada inmigratoria de origen asiático, oceánico o incluso quizá europeo, o bien una «revolución» adaptativa –cuyas características diferenciales se nos escapan– que habría permitido un brusco aumento de la población y una rápida difusión por la casi totalidad del continente en un lapso comparativamente breve de tiempo. Se han planteado teorías de poblamiento temprano combinadas con la llegada tardía –hace menos de siete o seis mil años– de poblaciones navegantes que habrían aportado nuevas tecnologías y cultivos, que algún tiempo después llevarían a la revolución neolítica en América. Se trataría de poblaciones «melanesoides» llegadas desde Oceanía, que no habrían incorporado un aporte poblacional y genético relevante, pero sí en tecnologías y conocimientos.
En todo caso, con excepción del sitio chileno de Monte Verde –con diversos datados para dos poblaciones distintas, una de las cuales se discute si tiene una antigüedad de 20 500 años– los yacimientos arqueológicos más antiguos en el Cono Sur están fechados en una antigüedad máxima de 13 000 años antes del presente. Todos ellos se encuentran en el extremo sur del continente, en la provincia de Santa Cruz o en territorio chileno, a corta distancia del estrecho de Magallanes. Lo cual no debe ser interpretado como que el poblamiento del territorio argentino se haya producido de sur a norte, sino que las condiciones para la conservación de restos humanos y de caza son mucho más favorables en la estepa seca y fría de la Patagonia que en el centro y norte del país.

## Los primeros pobladores
El final del Pleistoceno, que transcurrió durante los últimos milenios anteriores al año 10 000 antes del presente, fue un período caracterizado por el retroceso de los glaciares en toda la región andina y patagónica, de modo que surgieron la estepa patagónica y las mesetas altoandinas. En este período se produjo un marcado ascenso de la temperatura –aunque con altibajos, y siempre mucho más fría que en la actualidad– y un cambio en el régimen de vientos, que marcaron fuertes cambios ecológicos. Durante este período y comienzos del siguiente se formaron los suelos de la llanura pampeana, por aportes de materiales arrastrados por el viento desde la Cordillera de los Andes y la región patagónica. También se elevó considerablemente el nivel del mar –desde unos 130 m por debajo del nivel actual– destruyendo ambientes presumiblemente habitables y los restos humanos que nos hubieran permitido comprender más adecuadamente el proceso del poblamiento en el litoral marítimo y las migraciones a lo largo del mismo.

### Cazadores del Pleistoceno
Las condiciones ecológicas de la estepa patagónica eran muy distintas a las actuales a fines del Pleistoceno, aproximadamente hace unos 10 000 años: si bien hacía más frío, había mucha mayor humedad, corrían varios ríos que hoy son cañadones secos, y el número de lagunas de agua dulce era mucho mayor que el de la actualidad. La megafauna del Pleistoceno aún no se había extinguido, por lo que los primeros cazadores aprovechaban la carne de los gliptodontes, megaterios, milodones y algunos otros grandes herbívoros de movimientos lentos. Haya sido por la presión de la caza humana o por otras condiciones ecológicas, esta fauna desapareció al comienzo del Holoceno, hace unos 10 000 años.
Es seguro que los cazadores se trasladaban periódicamente de un lugar a otro en busca de sus presas, pero los yacimientos arqueológicos que se pueden encontrar hoy son refugios fijos, casi todos ellos ubicados en las barrancas rocosas junto a los ríos y lagunas; así, los yacimientos de Piedra Museo, Los Toldos y otros, son cuevas o aleros que ofrecían refugio frente a las nevadas y vientos, ubicados en las cercanías de aguadas que atraían a los animales que se convertirían en las presas de los cazadores. Junto a los huesos de los animales cazados, los restos que se han encontrado son exclusivamente líticos, y consisten generalmente en lascas talladas en una de sus caras y en uno de sus filos. No hay pruebas que permitan dilucidar si eran puntas de dardo para ser utilizados con propulsores o simples herramientas de mano.
No se han hallado yacimientos anteriores al décimo milenio antes del presente en ningún otro lugar del actual territorio argentino, con excepción de la Puna; allí, restos fechados a partir de los 11 000 años antes del presente, ubicados también en refugios junto a arroyos y lagunas, muestran un desarrollo de la técnica lítica muy similar a la existente en el sur patagónico, a más de 4000 kilómetros de distancia.

### El Holoceno temprano
A partir del comienzo del Holoceno, hace unos 10 000 años, se produce un rápido aumento del nivel de los mares, aunque la temperatura de la atmósfera sufrió aumentos moderados. Para este período se dispone ya de una mayor cantidad de yacimientos, tanto en el extremo sur –Marazzi y Tres Arroyos en Tierra del Fuego, Cueva Fell y Pali Aike al norte del estrecho de Magallanes– como en el centro y norte de la Patagonia, con el conocido caso de la Cueva de las Manos. También existen yacimientos en la llanura pampeana –en las inmediaciones de las sierras de Tandil, de la Ventana y de la Tinta, como también en las cercanías de Tres Arroyos y a orillas del río Quequén Grande –los cinco yacimientos del Paso Otero, el más antiguo de los cuales tiene una antigüedad de 10 450 años y contiene restos de no menos de diez especies de mamíferos desaparecidos. El yacimiento más antiguo en el centro de la Argentina es el del cerro La China, al noroeste de Olavarría (Buenos Aires), con una antigüedad de 10 800 años.
Simultáneamente aparecen otros yacimientos, de un estado cultural muy similar, en la provincia de Mendoza y en las sierras de Córdoba, cuyo yacimiento más conocido es el de la cueva de Inti Huasi, en San Luis, con una antigüedad máxima de 8700 años.

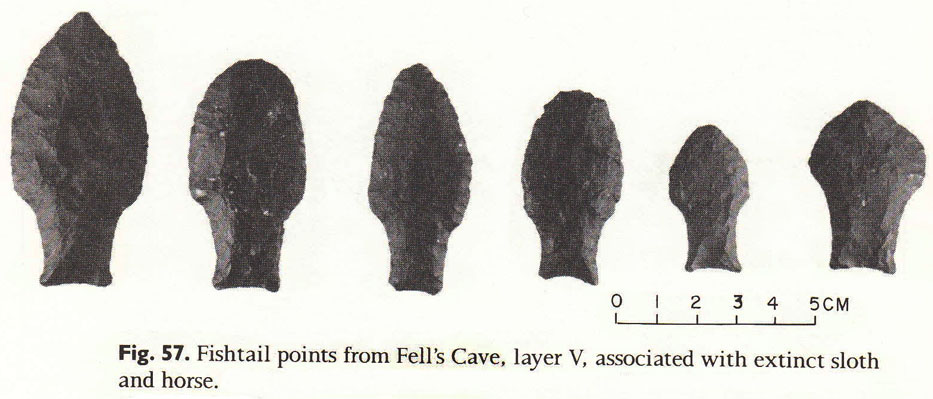
Puntas de flecha de «cola de pescado»; cueva Fell, Magallanes.

Estos yacimientos muestran una cierta uniformidad en el desarrollo cultural, con variantes locales: en casi todos ellos aparecen en esta época pinturas rupestres, puntas de flecha o de dardo bifaciales –es decir, trabajadas en sus dos caras y sus dos filos– y con adaptaciones especiales para atarlos a un astil y formar una flecha, especialmente las puntas de flecha conocidas como «cola de pescado», que se encuentran en casi todos los yacimientos, ubicados a veces a enormes distancias, desde la región magallánica hasta la región cuyana y central. Si en la etapa anterior parece seguro que utilizaban exclusivamente lanzaderas, en esta época aparecen indudablemente las lanzas de mano y quizá los arcos y flechas.
Como se puede apreciar, todos estos yacimientos responden a regiones de clima estepario, excepto los del sur de la actual provincia de Buenos Aires; no obstante, el clima entre el décimo y el octavo milenio antes del presente también allí era mucho más frío y seco que en la actualidad, y predominaba también en esta región un ambiente de estepa árida o semiárida. Por otro lado, como la megafauna ya se había extinguido, los cazadores debieron especializarse en especies de tamaño mediano, mucho más móviles: junto al guanaco, el ñandú y el venado, que han llegado hasta el presente, eran cazadas otras especies que presumiblemente fueron extinguidas por la presión cinegética, como el caballo Hippidion saldiasi, los camélidos Lama gracilis y Lama oweni, y el zorro Dusicyon avus.
Con excepción de los restos líticos y algunos restos de las presas, lo único que ha sobrevivido de la cultura de estos pueblos son las pinturas rupestres: se utilizaba preferentemente el ocre y las tintas obtenidas de frutos y cortezas vegetales; se representaban sobre todo escenas de caza de guanacos y otros auquénidos, pero también existen representaciones esquemáticas de seres humanos, líneas de todo tipo –repitiéndose el motivo de la espiral– y las conocidas manos pintadas.

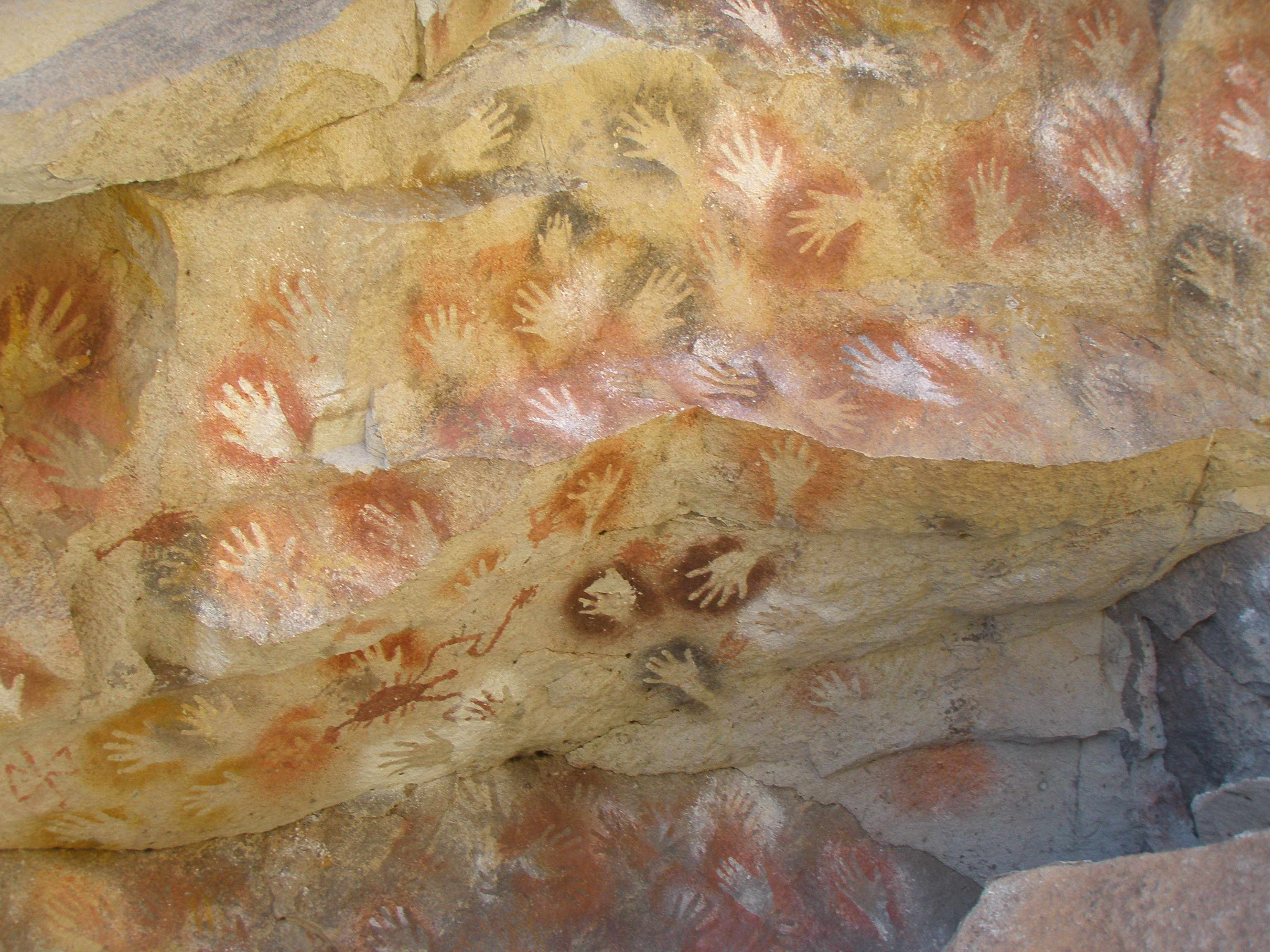
Pinturas rupestres en la Cueva de las Manos, Santa Cruz.

Algunos de los sitios hallados parecen haber sido utilizado únicamente para una tarea específica, como el trozado de los animales cazados, la fabricación de instrumentos de piedra, o la disposición de los cuerpos de los muertos, lo que obliga a aceptar que existían en las inmediaciones campamentos de otro tipo, para el desarrollo de las demás actividades relacionadas con la vida de las comunidades.
Un hallazgo que genera más dudas que certezas es la presencia de valvas de moluscos en algunos yacimientos en la región cuyana, lo que podría significar circuitos de intercambio «comercial» o bien una migración desde el otro lado de la Cordillera de los Andes.
En todos los casos, estos cazadores estaban organizados en forma de bandas formadas por entre 20 y 50 individuos emparentados entre sí, con una organización social presumiblemente igualitaria.

### Poblamiento de la Puna y sus alrededores
En el extremo norte del país, en la Puna y sus alrededores, los vestigios de poblaciones más tempranas son apenas anteriores a los 10 000 años antes del presente; se trata de una serie de refugios y aleros en las cercanías de corrientes o espejos de agua en las provincias de Jujuy, Salta y Catamarca. Como en el centro y sur del país, se trató de comunidades de cazadores con campamentos especializados, que conocían y utilizaban el arco y la flecha pero, a diferencia de las de aquéllas, las puntas que fabricaban eran de forma triangular, sin pedúnculo, de modo que iban clavadas en el astil. Esa y otras características diferenciales ameritan identificar a esas poblaciones como portadoras de elementos culturales muy distintos a los del resto del país.
Los yacimientos de Huachichocana e Inca Cueva, muy cercanos uno al otro, están ubicados en el centro de la Quebrada de Humahuaca; el primero parece haber sido un campamento de caza para las temporadas de verano, mientras que el segundo, ubicado a más altura, fue un asentamiento de tipo más permanente, donde se presume que sus ocupantes habrían pasado la mayor parte del invierno; esto explica que únicamente en este sitio se haya encontrado una profunda excavación circular que contenía los fogones y donde transcurriría la mayor parte de su vida social.
También en el sitio de Inca Cueva se han hallado restos vegetales propios de lugares muy alejados, más húmedos y calurosos, como cañas macizas, ajíes, algarrobos y cactáceas. Estos hallazgos obligan a suponer traslados de los cazadores a grandes distancias, o bien intercambios comerciales con poblaciones de las yungas, de los cuales no se dispone de restos arqueológicos ni evidencia de ningún otro tipo; los especialistas se inclinan a preferir esta segunda opción. El alero de Inca Cueva está casi completamente cubierto de pictografías en colores negro, blanco y rojo, que representan esquemáticamente a dos guanacos, más círculos y espirales, probablemente representaciones geográficas; se trata de las pictografías más antiguas del actual territorio argentino.
Uno de los sitios más estudiados del período temprano en el noroeste es Ampajango, cerca de Santa María (Catamarca). Se trata de una cantera a cielo abierto donde –en las épocas más tempranas, 8700 años antes de nuestra era– se trabajaba la piedra con pocos golpes bien calculados, para producir cuchillos de mano y hachas. Dos datos inusuales llaman la atención: no se fabricaban allí puntas de flecha, de lanza ni de otra arma, de lo que algunos autores deducen que podría haber correspondido a un pueblo puramente recolector y no cazador. Y un estudio comparativo con sitios de tecnologías similares en el Perú permite a autores de ese origen sostener la hipótesis de que podría tener hasta 20 000 años de antigüedad. También la población de ese sitio fue una de las primeras en dejar petroglifos en el actual territorio argentino.

### Poblamiento del litoral
El estudio de la presencia humana en el litoral fluvial está en un estado muy primitivo: los hallazgos de restos humanos son nulos, mientras que los restos de actividad humana resultan enormemente dispersos, siendo además el subproducto de investigaciones sobre poblaciones muy posteriores. Lo único seguro es que la región estuvo efectivamente poblada por pueblos pescadores ubicados a lo largo de los grandes ríos, que trabajaban el hueso, que disponían de instrumentos líticos de un tipo distinto al utilizado por las poblaciones patagónicas y pampeanas, y que además de animales terrestres y acuáticos consumían frutos de árboles leguminosos.
Más avanzados están los estudios sobre las poblaciones iniciales del actual territorio uruguayo, donde se han obtenido dataciones de hasta 10 000 años de antigüedad, y que contienen puntas de flecha del tipo «cola de pescado», es decir las predominantes en el centro y sur de la Argentina.
La ocupación del interior de la Mesopotamia, de la región chaqueña o del norte de la región pampeana sigue siendo una incógnita, aunque se presume que esas regiones –cuyo clima era más seco que el actual y, por consiguiente, estaban cubiertas de sabanas casi sin árboles– estuvieron pobladas por grupos cazadores. El litoral marino de la llanura pampeana fue afectado posteriormente por el ascenso del mar hasta cientos de kilómetros aguas adentro, de modo que es improbable que se encuentren restos de ocupación humana de principios del Holoceno.

## El Holoceno medio
A partir del año 5000 a. C. se produjeron varios cambios climáticos de importancia: la humedad del este del territorio actualmente argentino aumentó significativamente y fue incluso mayor que la actual; por consiguiente, la Mesopotamia y la región chaqueña vieron un avance de la selva, que obligó a una modificación de las estrategias de población. También la región pampeana se hizo más húmeda, con condiciones similares a las actuales, que favorecieron el aumento de la densidad de población en el sur de la provincia de Buenos Aires. En cambio, el oeste del país se hizo progresivamente más seco, de modo tal que los cazadores debieron adaptarse a los cambios climáticos, además de haber una disminución o al menos un estancamiento del número de sitios arqueológicos, que denotan una disminución relativa de la población.

### La diferenciación patagónica
El cierre definitivo del istmo que cruzaba el actual estrecho de Magallanes hace unos 6000 años aisló las comunidades de Tierra del Fuego de la Patagonia continental. No obstante, las similitudes culturales y lingüísticas de la población selknam con los tehuelches continentales obligan a descartar una clausura definitiva de los vínculos, y a aceptar aportes del norte del estrecho más cercanos a la actualidad: diversas estimaciones basadas en diferenciaciones lingüísticas aportan fechas de hace solamente 2000 años para la diferenciación entre la lengua selknam con las variantes tehuelches meridionales; también el estudio de la evolución de la caza de guanacos en la isla respalda la hipótesis de que los selknam eran una población de dos o tres milenios de antigüedad cuando entraron en contacto frecuente con los exploradores y pobladores «blancos».
En la Patagonia continental, la sequedad generó amplias zonas desérticas que se convirtieron en barreras prácticamente infranqueables al paso de la población humana; tal es el caso de la meseta del centro-norte de Santa Cruz y la llanura que separa la meseta de Somuncurá del valle del río Negro. Previsiblemente, la población se fue corriendo hacia el oeste de la región, proyectándose hacia el este únicamente a lo largo de los valles fluviales. Los grupos cazadores se especializaron en recorrer circuitos de caza anuales, refugiándose en los abrigos rocosos de las zonas más bajas en los meses más fríos, y recorriendo sitios de caza al borde de los bosques, o incluso dentro de estos, en los meses del verano; adicionalmente, estos traslados les permitían acumular leña para el invierno.
Se produjo un cambio en la industria lítica, con la aparición de las hojas y láminas de piedra, que se utilizaban como cuchillos para cortar carne o como raspadores para el procesamiento del cuero. Los cazadores se especializaron, ya en forma definitiva, en la caza del guanaco y el huemul, además de capturar localmente vizcachas y otros roedores. El arte rupestre se hizo un tanto más elaborado, con mayor cantidad de representaciones humanas, y con la aparición del puma en la pictografía. En lo esencial, el modo de vida de los cazadores patagónicos de hace 3000 años no se diferencia del de los tehuelches históricos.

### Los canoeros fueguinos
Los movimientos de la línea de costa, con los niveles del mar muchos metros por debajo de los actuales, no permiten evaluar desde cuándo estuvieron habitados los canales fueguinos y magallánicos. Lo cierto es que a partir de hace 6500 años existen evidencias sólidas de que ya estaban allí: esa es la fecha para la que fueron datados los restos del yacimiento más antiguo de la zona, el de la isla Englefield –en el interior del seno Otway, al norte del estrecho, actualmente en Chile– que contiene restos de materiales que prueban la caza y consumo de mamíferos marinos y aves. Aunque podrían también ser cazadores de tradición terrestre que se habrían adaptado al consumo de animales marinos, los investigadores tienden a asociarlos a las primeras comunidades de canoeros debido a la abundante presencia de arpones y puntas dentadas.

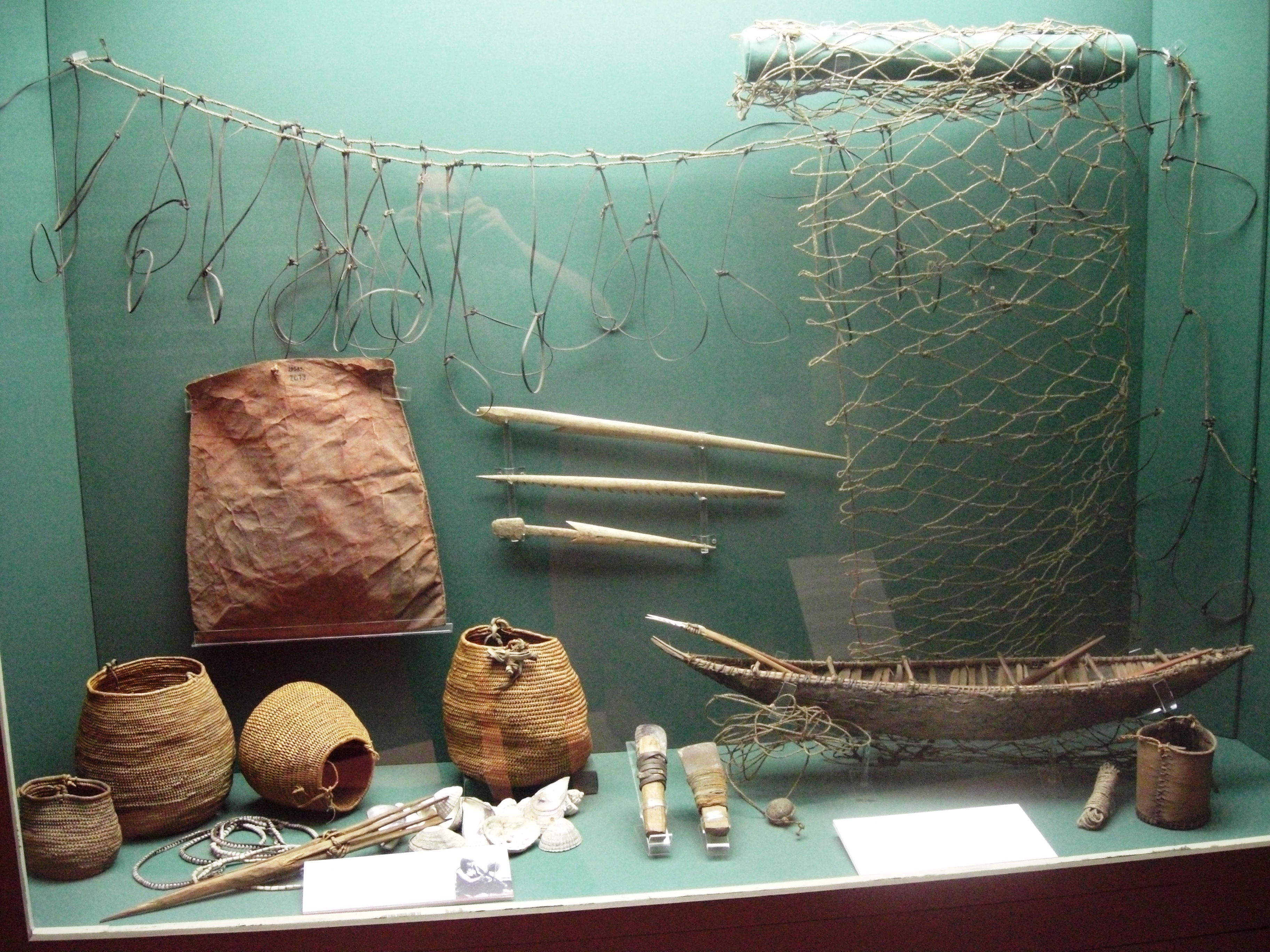
Utensilios textiles y de hueso de los yaganes junto a un modelo de canoa, Museo de La Plata.

Tras una evolución poco clara –que incluyó la colonización por parte de los pueblos que históricamente se conocen como alacalufes del centro y el este del estrecho de Magallanes, que más tarde fue abandonado– hace 5000 años su estilo de vida ya estaba definitivamente establecido, y llegaría con pocas modificaciones al siglo XIX de nuestra era. Se trataba de pueblos dedicados a la pesca en mar abierto, la caza de mamíferos marinos y la recolección de moluscos en la playa, que se trasladaban en botes durante semanas para reunir alimentos, y que en invierno permanecían en la costa, consumiendo enormes cantidades de moluscos, cuyos restos se encuentran hoy en día en forma de concheros.

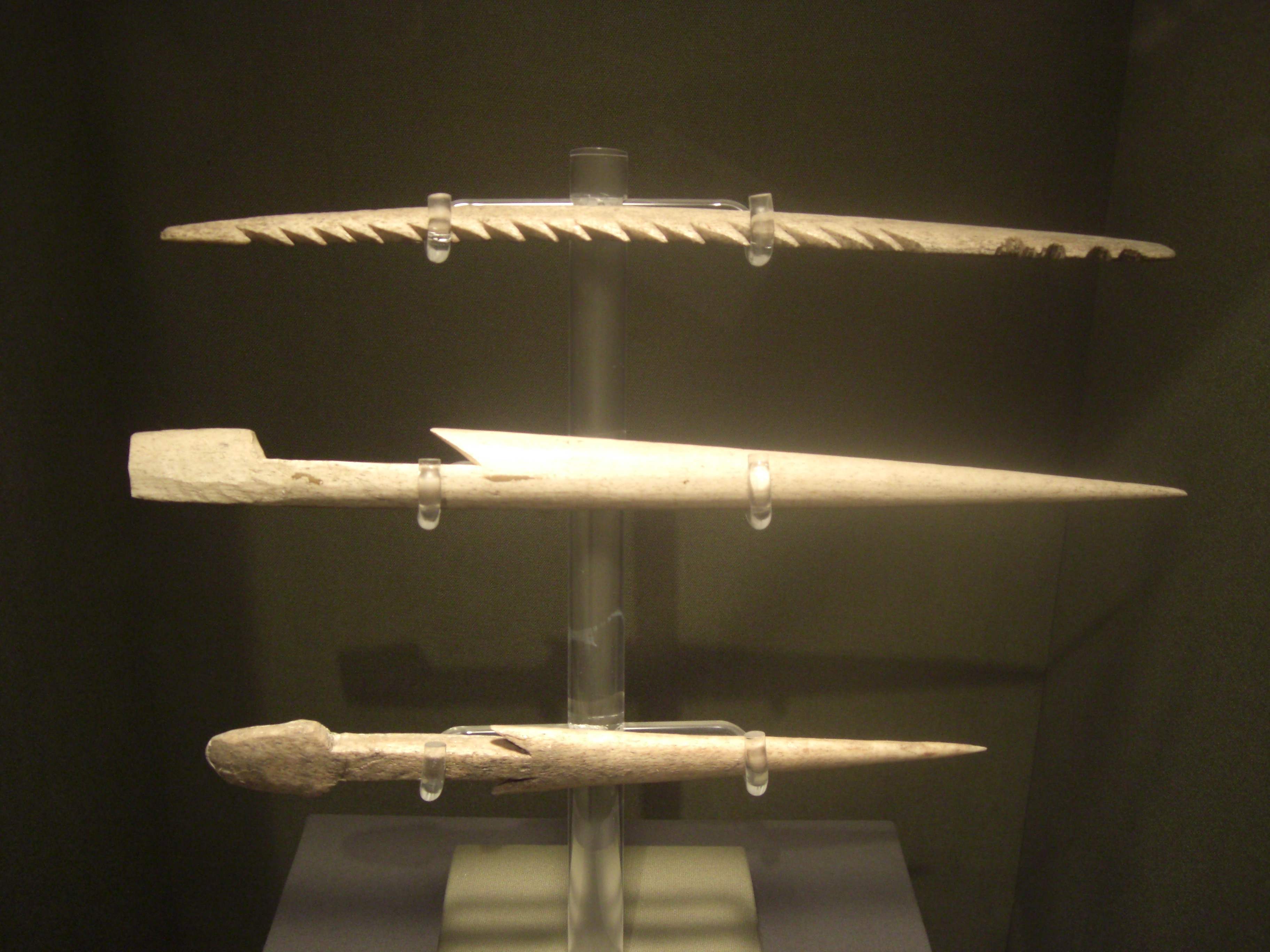
Arpones de origen yámana.

Respecto del origen de los canoeros magallánicos, se ha sostenido que se trata de las poblaciones más antiguas de la Patagonia, arrinconadas en el extremo sur por la invasión de los tehuelches, y que habrían adoptado un modo de vida completamente distinto; esta teoría supone que el grado de desarrollo cultural de los canoeros fueguinos era, como lo creían los misioneros ingleses que los conocieron en el siglo XIX, el de uno de los pueblos más «atrasados» de la Tierra. Una segunda teoría afirma que tanto ellos como los tehuelches formaron parte de la primitiva población patagónica, de la cual la fracción que se trasladó hasta el archipiélago fueguino se adaptó a su nuevo ambiente transformándose en un pueblo de contextura física pequeña, mientras los que permanecieron en la estepa se transformaban en uno de los pueblos físicamente más altos de la Tierra. La comparación física con otros pueblos ha llevado a postular una tercera teoría, según la cual serían descendientes de los pueblos láguidos del nordeste brasileño –donde también existen concheros– que se habrían trasladado hacia el sur a lo largo de la costa atlántica, dejando concheros en otros lugares, como el golfo de San Matías; aceptar esta teoría obligaría a dejar de lado las diferencias físicas entre unos y otros, especialmente en la forma de sus cráneos. Por último, una cuarta teoría, sostenida por Salvador Canals Frau, postula que los canoeros fueguinos habrían sido un pueblo de cultura mesolítica llegado con posterioridad a los tehuelches para aprovechar unos recursos marinos que estos no habrían tenido el bagaje cultural necesario para aprovechar; según esta teoría, habrían navegado a lo largo de la costa del Pacífico desde Alaska hasta Tierra del Fuego, dejando unas pocas pruebas de su presencia en las costas de Panamá, el norte del Perú, entre los changos del norte de Chile y los chonos al sur de Chiloé.
A ambos lados del sector occidental del estrecho, los canales estaban habitados por los alacalufes; al sudeste de estos, sobre el canal Beagle y las islas que se proyectan al sur de este hasta cerca del cabo de Hornos habitaban los yaganes o yámana. Las diferencias culturales entre yaganes y alacalufes no son especialmente significativas, excepto en sus idiomas, que no están emparentados en absoluto. Su cultura y su forma de vida, en cambio, eran prácticamente idénticas.
Los estudios sobre la antigüedad o el origen cultural de los haush, habitantes de las costas de la península Mitre, están mucho menos desarrollados. Los exploradores y los antropólogos difieren entre dos orígenes alternativos: si bien ambas versiones admiten que eran un pueblo emparentado con los tehuelches continentales, la versión tradicional los considera un pueblo originariamente selknam fuertemente influido por los yámana y mestizado con ellos, y especializado en la recolección de moluscos, la caza de lobos marinos y el aprovechamiento de ballenas varadas en la costa. Una versión alternativa, en cambio, afirma que pertenecen al mismo tronco lingüístico tehuelche, pero habrían llegado muchos siglos antes que los selknam, que los habrían acorralado en el este pantanoso de la isla y habrían adoptado formas de vida relacionadas con las de los yaganes obligados por el ambiente; en apoyo de esta hipótesis, se afirma que la lengua de los haush está menos relacionada con la de los selknam que ésta con la de los tehuelches meridionales. Su vivienda eran simples enramadas reforzadas por hierbas y musgos, y su vestimenta estaba basada en el uso de los cueros de lobos marinos

### La región central, Cuyo y la Puna

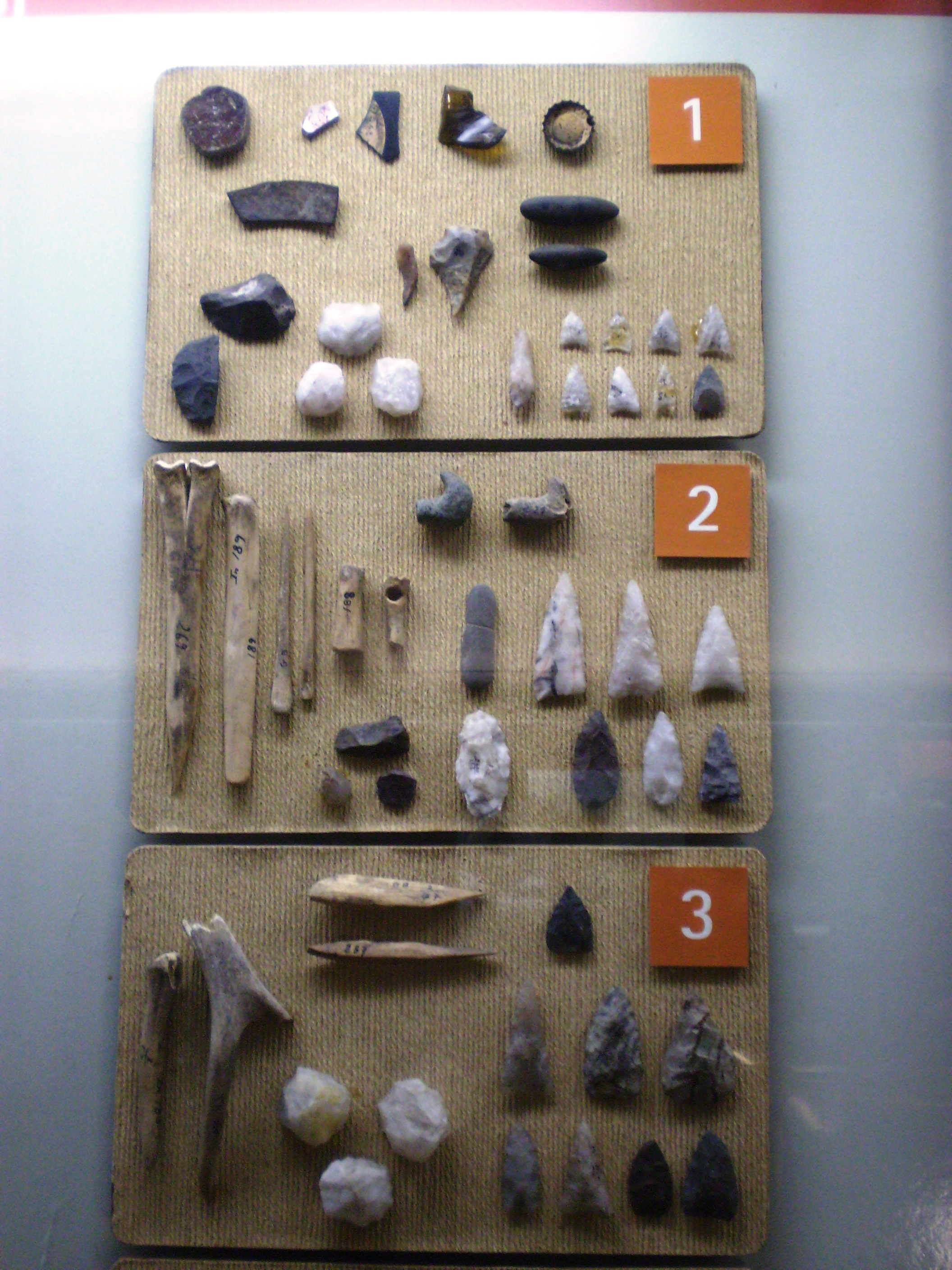
Objetos recolectados en las excavaciones de la gruta de Inti Huasi, Museo de La Plata.

Hace unos 7000 años se produjeron algunos cambios marginales en las sociedades de las sierras de Córdoba y San Luis y en Cuyo, que resultaban seguramente de adaptaciones más afinadas a los recursos de la caza. Aparecen en este período armas arrojadizas con puntas de hueso embotantes –es decir, que mataban por impacto, no por herida punzante. Junto a las puntas con astil típicas de los pueblos de las llanuras figuran ahora puntas triangulares más simples como incorporación cultural de origen andino, y un uso más habitual de herramientas de hueso y punzones para trabajar el cuero. Se hace evidente la utilización de campamentos transitorios junto con refugios permanentes como el de Inti Huasi y las cuevas de Ongamira. La población creció sostenidamente en el tiempo, y la cultura se estabilizó lo suficiente como para no presentar variaciones significativas a lo largo de los siguientes 4000 o 5000 años.
Uno de los sitios más estudiados y que presenta variaciones importantes de la región cuyana es Los Morrillos, en el departamento sanjuanino de Calingasta. Allí se sucedieron la tradición La Fortuna –entre los años 10 000 y 8000 antes del presente– y posteriormente la mucho más conocida tradición de Los Morrillos; en esta última se encuentran todas las características típicas de las tradiciones de las regiones de las sierras centrales y de Cuyo. Además se observa el uso de cueros cosidos, cestas de fibras vegetales y redes de tendones de animales. También llaman la atención el uso generalizado de adornos de conchas de moluscos recogidos a no menos de 200 km de allí, cruzando la Cordillera, y el hallazgo de trozos de caña coligüe, que crece 500 km más al sur, lo que parece evidenciar intercambios comerciales de largo alcance.
En la Puna, las poblaciones parecen haber evolucionado desde sus estadios culturales sin innovaciones de importancia; se evidencia un aumento de la población en los lugares que aportaban mayor posibilidad de caza, mientras que otros sitios fueron abandonados. También se multiplican las pruebas de intercambio, ya claramente comercial, con otras poblaciones, tanto de las selvas de las yungas como de la costa del Pacífico. Como evolución cultural, surgieron las inhumaciones de cadáveres con un rico ajuar funerario, que incluían capas de cuero de guanaco y tejidos de fibras vegetales y animales. En Inca Cueva, sitio que permanecía ocupado, se han encontrado los restos más antiguos de cordeles, cestos y adornos hechos de restos vegetales, así como restos de mocasines de cuero y una momia naturalmente desecada de una mujer, de alrededor de 5400 años antes del presente. Allí se encuentran, también, algunas de las más notables muestras de arte rupestre del noroeste: la casi totalidad de las paredes y techos aparecen pintados con rayas, líneas sinuosas, grandes círculos blancos –los otros colores usados eran el negro y el rojo– que podrían representar al sol o a los ojos.
El intercambio comercial presupone la existencia de un excedente intercambiable que, para pueblos que dependían casi exclusivamente de la caza de guanacos y vicuñas, solamente podía ser la lana y los cueros con lana. Hace 4500 años parece haber comenzado el proceso que conduciría a la domesticación del guanaco y su transformación en la llama, pero aún faltaba algún tiempo para la domesticación de las plantas cultivables. Poco después surge otra innovación técnica, con la aparición de las primeras casas-pozo circulares, con un techo cónico, que independizaban por primera vez las habitaciones, tanto de la existencia de cuevas y aleros como de los toldos de cueros. Estos últimos probablemente estaban muy generalizados, pero por su propia naturaleza no han dejado resto alguno.

### Las sierras bonaerenses y el litoral fluvial
El aumento de la humedad y la temperatura generó condiciones muy favorables para la vida en torno a las sierras bonaerenses y de la actual provincia de La Pampa: la abundancia de piezas de caza, entre las que descollaban el guanaco y el venado de las pampas, generó un aumento significativo de la población y una especialización marcada en la fabricación de piezas de piedra. Los campamentos de fabricantes de cuchillos, raspadores, punzones y puntas de dardos son fácilmente identificables, y aportan gran cantidad de información sobre la cultura de estos cazadores. La facilidad para obtener materia prima generó una disminución de la calidad de terminación de las piezas, que se volvieron descartables, cuando antes probablemente eran cuidadosamente recuperadas después de cada uso. También aumentó la presencia de herramientas de hueso.
Un yacimiento especialmente llamativo es el de Monte Hermoso, que ocupa varios sitios de las playas de una antigua laguna, que actualmente son playas del mar; allí se recuperaron huesos de lobos marino trasladados desde la cercana costa y algunas herramientas de piedra. Lo más curioso es la presencia de cientos de pisadas fosilizadas de personas, que se cruzan en todas direcciones, incluyendo huellas de pies de adultos y niños. Este yacimiento parece no estar relacionado con pueblos del interior que pescaba en la playa sino, por el contrario, con una población de navegantes y pescadores, probablemente pueblos de origen brasileño que han dejado huellas de su presencia en las costas uruguaya, bonaerense y hasta las cercanías de la península Valdés. Se ha propuesto que se trataría de poblaciones láguidas, del complejo de las lenguas ye.
Del Holoceno medio son también algunos yacimientos sobre el río Colorado como el de Casa de Piedra, y sobre el río Salado de La Pampa como el de Tapera Moreira, que aparecen más bien como formas de transición entre poblaciones patagónicas y pampeanas. Allí se recogieron los más antiguos artefactos de molienda de semillas y granos de la región.
Las condiciones en el litoral fluvial, con el avance de la selva mucho más allá de los límites actuales, no obligaron a variar sustancialmente la forma de vida: las poblaciones se concentraban junto a los grandes ríos, y los restos recogidos son mucho más abundantes sobre el río Uruguay que sobre el río Paraná, seguramente por la abundancia de piedra en la cuenca y orillas del primero. A partir del Holoceno medio surgió en la región la «tradición altoparanaense», que se asocia a las poblaciones anteriores a la llegada de los guaraníes, y parcialmente a los pueblos «láguidos» del sudoeste brasileño, entre ellos los cáingang.

## Las culturas agricultoras y su periferia
A comienzos del siglo XX a. C., el panorama racial en la actual Argentina –muy simplificado– responde a la distribución espacial de cuatro tipos raciales: al noreste, sobre los cursos superiores de los ríos Paraná y Uruguay –quizá solamente sobre este último– un tipo racial láguido: de baja estatura y contextura delgada. En las zonas montañosas del norte, el oeste y el centro del país, un tipo racial a veces llamado «huárpido»: personas también de contextura delgada pero muy altas, con piel oscura y, en algunas zonas, los varones tenían  barba. En toda la región chaqueña, la región pampeana, la Mesopotamia meridional y la Patagonia esteparia, el tipo racial «pámpido» o «patagónico»: hombres y mujeres altos y corpulentos, con pelos abundantes y muy gruesos. Por último, en los canales fueguinos, un tipo racial «fuéguido»: de contextura delgada y baja estatura, que además –por su escaso desplazamiento a pie y las largas horas diarias en cuclillas en la costa o las canoas– generaban atrofia parcial de la musculatura de las piernas, acentuando el aspecto débil.

### Las culturas agroalfareras en el noroeste
A comienzos del segundo milenio a. C. se desarrollaron en varios lugares de la Puna y de la región circundante las primeras culturas agroalfareras en el actual territorio argentino: las más tempranas corresponden a la cultura de Ansilta, que desplazaron a los pueblos de Los Morrillos en los valles andinos de la provincia de San Juan, seguidas pocos siglos más tarde por desarrollos culturales de la Puna salteña y jujeña, en particular estratos superiores en Huachichocana, en Inca Cueva y en refugios ubicados al norte de La Poma. El desarrollo de la agricultura fue gradual, mientras que simultáneamente se desarrolló la ganadería de llamas, que a fines del milenio ya estaba muy desarrollada.

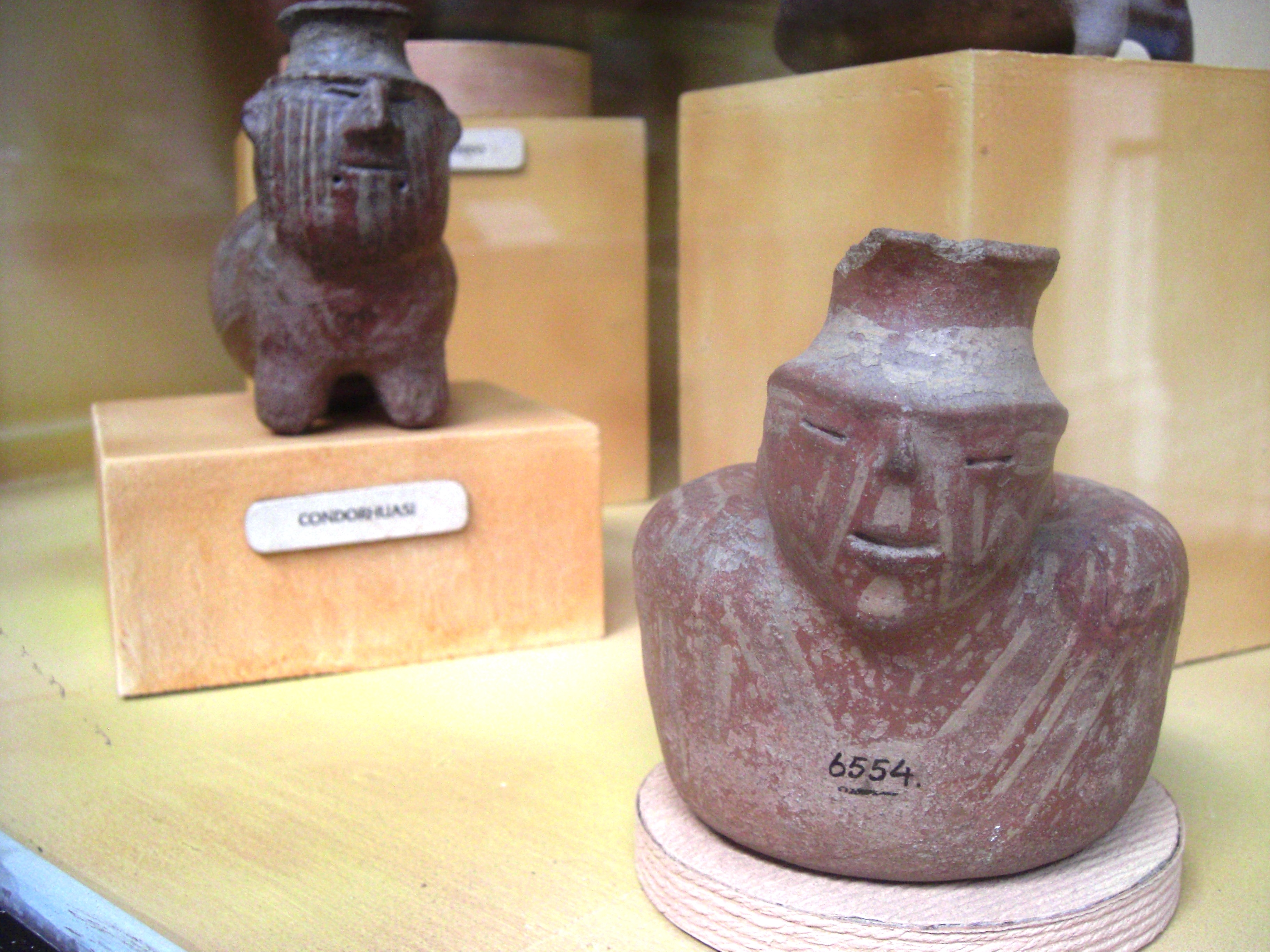
Cerámica de la cultura Condorhuasi, (Catamarca), en el Museo de La Plata.

En general se supone que estas poblaciones estaban formadas por pueblos migrados desde el norte, de la región andina central. El área de dispersión de estas culturas se mantuvo limitada a las zonas de la Puna, los valles Calchaquíes y la quebrada de Humahuaca, más los valles de altura que se asoman a la selva tucumano-oranense. Una excepción notable fue el desarrollo local de la llamada cultura de San Francisco, en la cuenca del río San Francisco (Jujuy), que se extendió entre el siglo VIII a. C. y el siglo VI d. C. Parece haber sido una adaptación de pueblos andinos a un ambiente selvático de yungas, con construcciones de tipo andino pero capaces de soportar precipitaciones mucho mayores. Esta cultura desapareció abruptamente a fines de la primera mita del primer milenio sin dejar aparentemente ninguna herencia visible, y tanto las viviendas de piedra como la agricultura dejaron de existir durante un milenio.
Hacia fines del primer milenio a. C., el proceso de agriculturización de las zonas montañosas de lo que hoy se conoce como Noroeste argentino ya estaba completo, y la población respondía completamente al tipo racial «andino»: de estatura relativamente baja por tener las piernas cortas y el tórax muy desarrollado, cráneo braquicéfalo y contextura fuerte.
Mientras el desarrollo agrícola se hacía cada vez más elaborado en las montañas secas del noroeste, la agricultura se extendió gradualmente hacia la periferia, a las áreas de secano de Cuyo y las zonas montañosas de Santiago del Estero.
Ya en el primer milenio de nuestra era se presentaron en la Mesopotamia las primeras poblaciones agricultoras de tipo amazónico, que a partir de una segunda oleada ya pueden considerarse asociadas a los guaraníes históricos; estos respondían a un tipo racial «amazónico», identificado por su estatura moderada y armoniosa, y contextura entre fuerte y robusta.

### Los pueblos de las llanuras
Desde el año 1000 a. C. hasta al año 1000 de nuestra era, aproximadamente, las condiciones ecológicas cambiaron en la región pampeana, llegando a ser las mismas que las actuales: aumento de la humedad y la temperatura, retirada del mar hacia la línea costera actual. Durante el último milenio a. C. se incorporaron importantes innovaciones técnicas: una de las más importantes fue la aparición del arco y la flecha, que otorgaba grandes ventajas para la caza, especialmente en cuanto a portabilidad y al alcance de los proyectiles, que permitieron un aumento sostenido de la población y una mayor especialización en la caza que en la recolección de frutos y mariscos. Otra innovación, quizá inicialmente marginal, fue la incorporación de la cerámica; tratándose de poblaciones muy móviles, las piezas fueron necesariamente escasas, pequeñas y ligeras, pero mejoraron la conservación de algunos subproductos de la caza y permitieron el hervor de los alimentos, con lo que se aprovechaba mejor la grasa que se perdía en la carne asada. La técnica de la cerámica parece haberse importado desde el noroeste más que de las regiones amazónicas. También se observa la aparición de anzuelos, arpones y redes, que muestran el avance de la pesca, quizá incorporando técnicas de los pescadores de la cuenca del Plata. Un invento local, que posteriormente se difundiría en otros ambientes, es el de las boleadoras, que también permitieron golpear o capturar animales a grandes distancias, y que con el paso del tiempo dejarían atrás al arco y las flechas como principal arma de caza.
A lo largo del último milenio a. C. se registran los más antiguos vestigios de población en el norte de la provincia de Buenos Aires, hasta entonces aparentemente vacía. Y aún más tarde, alrededor del comienzo de nuestra era, también la cuenca del río Salado bonaerense también aparece ocupada por pueblos culturalmente similares a los del sur de la provincia.
En las cercanías del curso bajo del río Salado del Norte, en Santa Fe, las pruebas más antiguas de ocupación humana corresponden a la «tradición Esperanza», y corresponden a cazadores con un bagaje cultural adecuado a la alta movilidad; consumían carne de grandes y pequeños mamíferos cazados con boleadoras y flechas, y recogían algarroba, que molían en pequeños molinos de mano. Algunas de sus características –como los hornos semisubterráneos para la cocción– recuerdan a poblaciones de la pampa oriental o del piedemonte cuyano, mientras que la piedra de sus utensilios, en cambio, provenía de las sierras del sur bonaerense. Conocían la cerámica, con la que fabricaban recipientes pequeños y simples.
Los restos más antiguos de poblaciones de la región chaqueña oriental son pocos siglos anteriores al comienzo de nuestra era: es indudable que antes hubo poblaciones locales de pescadores –el ambiente era mucho más húmedo que el actual– pero su aislamiento les impedía intercambiar utensilios de piedra hasta que las condiciones de mayor sequedad facilitaron sus desplazamientos, de modo que no han quedado restos humanos identificables. Adicionalmente, los suelos de la región chaqueña son muy jóvenes, producto principalmente de aportes fluviales del oeste, lo que hace que todos los posibles yacimientos estén a muchos metros de profundidad.
En todos los yacimientos hallados, los restos humanos del interior de la región chaqueña responden al tipo racial pámpido, lo cual evidencia una fuerte corriente migratoria desde la región pampeana. Sus utensilios de caza también resultaban más similares a los de los pueblos pampeanos que a los de sus vecinos del este y el oeste, y la secuencia poblacional evidenciada por la antigüedad de los yacimientos apunta en la misma dirección: los comienzos en el sur de la provincia Buenos Aires, luego el norte de la misma, centro de santa Fe y finalmente la región chaqueña como la zona cuyo primer poblamiento fue más cercano a la actualidad.

### Las Sierras y la Patagonia

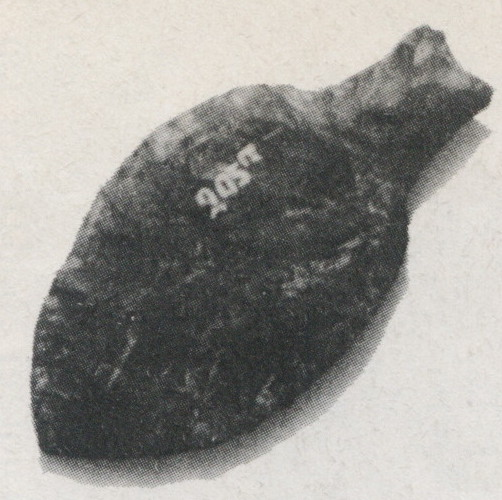
Punta de flecha del pueblo huarpe.

Las sierras pampeanas y las zonas bajas de Cuyo continuaron siendo habitadas por pueblos cazadores hasta muy avanzado el primer milenio de nuestra era, cuando las poblaciones locales adoptaron la agricultura, especialmente el cultivo de maíz. No existen evidencias que permitan inferir grandes aportes poblacionales, aunque algunos indicios hablan de poblaciones venidas desde el noroeste, por lo que la formación étnica de los huarpes, comechingones y sanavirones parece ser el resultado de un proceso puramente local; las lenguas de estos pueblos no están relacionadas con ninguna de las de sus vecinos; el único grupo que ha sido emparentado lingüísticamente con los huarpes –sin que esta relación sea uniformemente aceptada– es la pequeña familia de las lenguas nambicuaras, del sur de la Amazonia.
Las condiciones de vida en la Patagonia, en cambio, no sufrieron grandes modificaciones; las poblaciones locales tardaron mucho tiempo en adoptar las boleadoras, adoptaron marginalmente la cerámica recién en el segundo milenio de nuestra era, y solo muy tardíamente adoptaron el arco y la flecha, de reducidas dimensiones. La obligada movilidad de estas poblaciones fue la principal causa de una gran uniformidad étnica e idiomática de dos grupos a lo largo de dos territorios muy grandes, desde el estrecho de Magallanes hasta las cercanías del río Negro por un lado, y los pueblos de la Pampa central hasta el mismo río Negro por el otro. El aumento de la sequedad contribuyó a crear una barrera infranqueable al sur del río Negro, por lo que se generó una distinta evolución lingüística al norte y al sur del mismo, separándose los pueblos tehuelches propiamente dichos de los puelches o gununa kena. También se observa una marcada diferenciación entre los pueblos de la pampa húmeda y de la pampa central, donde las diferentes condiciones ambientales especializaron a las poblaciones casi exclusivamente en el consumo del guanaco y la algarroba; la abundancia de morteros de mano para moler el fruto seco del algarrobo y del caldén prueban su consumo. Movimientos posteriores parecen haber llevado a la colonización parcial de las mesetas en el límite entre las actuales provincias de Chubut y Río Negro por parte de los puelches.

### Migraciones desde la Amazonia
Unos mil años antes del principio de nuestra era, pueblos con bagajes culturales similares a los de la Amazonia colonizaron las costas de los ríos de la Mesopotamia y la región chaqueña. Conocían la agricultura, pero la utilizaban como complemento de la base de su alimentación, que era la caza y la pesca. Utilizaban la cerámica, y fueron quizá los primeros pueblos no agricultores en usar cerámica en forma masiva: en el actual Uruguay, las piezas de cerámica más antiguas tienen más de 3000 años de antigüedad.
En cambio, los lugares donde la movilidad humana era más complicada –tales como las selvas más cerradas del extremo sur brasileño y las zonas anegadas del noreste uruguayo y del interior de la provincia de Corrientes– continuaron habitados por pueblos de cultura más primitiva, que se corresponden con los cáingang actuales y los minuanes históricos.

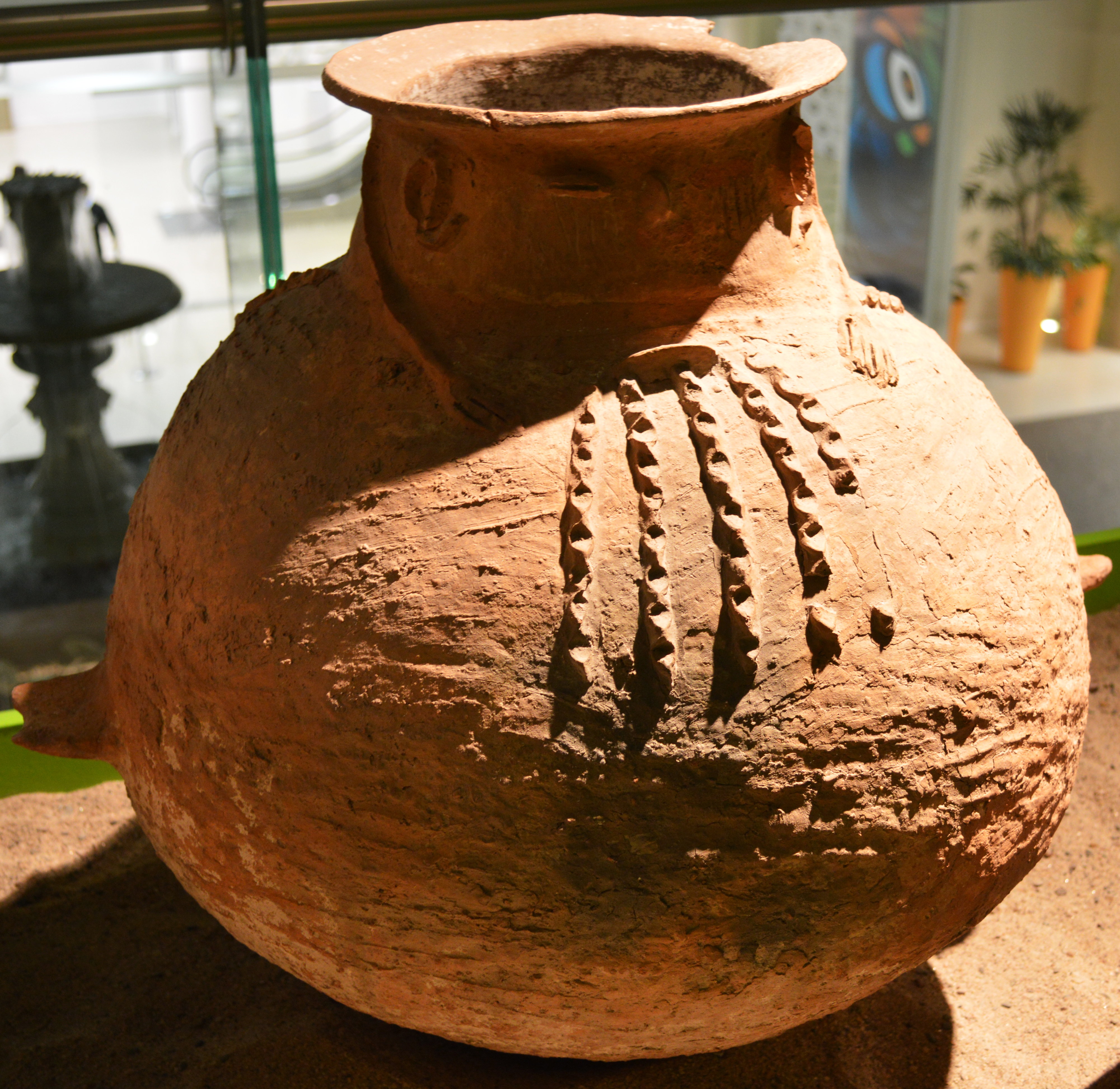
Cerámica de la cultura Las Mercedes, en el Museo Antropológico Wagner (Santiago del Estero).

Otros pueblos de origen similar habitaron a lo largo de los ríos del interior chaqueño, dedicándose a la pesca, la caza y la agricultura de secano. Los ríos de la región chaqueña son corrientes menores en los meses de invierno y primavera, para convertirse en enormes correntadas que cargan gran cantidad de sedimento en verano y otoño; como consecuencia de estos sedimentos, cada cierta cantidad de años los cauces quedan tapados y los ríos cambian su recorrido, dejando «paleocauces» secos a corta distancia unos de otros. Los pueblos agricultores de algunas zonas de la Amazonia aprovechan esos cauces para realizar su agricultura, y esa técnica fue aportada por los pueblos que ocuparon los ríos de la actual provincia de Santiago del Estero: especialmente los ríos Dulce y Salado, pero también algunos tramos del río Bermejo y sus afluentes; con obras hidráulicas dirigían el agua hacia los cauces en épocas de inundación, y cerraban la conexión con los ríos en época de sequía, cultivando maíz y porotos en el barro y pescando en las pozas más profundas. Esa población alcanzó un elevado nivel de desarrollo técnico, que ha dejado formas de cerámica muy especializada; la falta de piedra suficiente para la construcción, en cambio, impide actualmente conocer la forma de sus poblaciones, y las características de su organización social solo pueden ser inferidas de los restos cerámicos y de armas de piedra.

## Los últimos siglos antes de la llegada de los españoles
Desde el siglo X de nuestra era, las condiciones climáticas en la totalidad de la actual Argentina fueron básicamente las mismas que en la actualidad. El relato de las migraciones y de las evoluciones culturales de los siguientes cinco o seis siglos resulta, básicamente, la descripción de cómo llegaron a tener las poblaciones indígenas las características que se encontraron al momento de sus primeros contactos.

### Poblamiento del Chaco y la Mesopotamia
Diversos estudios lingüísticos afirman la existencia de una macro-familia formada por diversas lenguas a lo largo de una gran distancia: de norte a sur, las lenguas zamucanas que hablan los ayoreos, en el límite entre Bolivia y Paraguay, los caduveos del Mato Grosso del Sur y los chamacocos del norte de Paraguay, las lenguas mascoyanas que hablan los guaná, los lengua y los mascoy del Chaco paraguayo, las lenguas mataco-macá de los wichí y los chorotis del oeste chaqueño, las lenguas lule-vilela que hablaban estos pueblos y los tonocotés, las lenguas guaicurúes que hablan los qom (tobas), mocovíes y otros grupos del Chaco meridional, y las lenguas charrúas de Entre Ríos y Uruguay formarían una sola agrupación lingüística. Si esto fuera cierto, esta hipótesis probaría que hace algunos miles de años, diversos grupos emparentados de la Amazonia sudoccidental habría emigrado simultáneamente hacia el sur y el este, llevando consigo algunos elementos culturales, tales como sus idiomas, la cerámica y la siembra en zonas periódicamente inundadas por ríos. De ser así, los pueblos migrantes se habrían superpuesto –y probablemente habrían dominado– a poblaciones de características físicas y culturales muy distintas, incorporando algunas características técnicas, y solo habrían desarrollado la agricultura donde las condiciones ecológicas fueron favorables, mientras que en el Chaco central y en la Banda Oriental del Paraná y del Uruguay se habrían dedicado exclusivamente a la caza y la recolección. Sus características físicas, en cambio, continuaron siendo las de los pueblos que ocupaban anteriormente la región; eso es especialmente notable en los pueblos guaycurúes, wichís y charrúas, físicamente muy parecidos a los pueblos de la Patagonia y lingüísticamente a los pueblos llegados del norte.
Sería uno de estos pueblos el que habría formado el aporte amazónico de los tonocotés de Santiago del Estero, y sin duda que lo fue del pueblo lule, que en el centro-sur de la provincia de Tucumán desarrolló la agricultura. Más dudoso sería afirmar que fueron también estos pueblos los que desarrollaron la agricultura por parte de estos pueblos en la cuenca del río San Lorenzo de Jujuy, o del norte de Tucumán, antes de abandonar esos territorios sin dejar huellas.
En todo caso, es seguro que los lules del «señorío de Tucma» que encontraron los conquistadores en torno a la actual Concepción habían recibido considerables influencias de los pueblos agricultores de los Andes, al igual que los tonocotés de Santiago del Estero. La comparación entre ambos pueblos puede parecer excesiva, especialmente cuando los tonocotés eran uno de los pueblos más numerosos de la actual Argentina, mientras que los lules agricultores eran una parcialidad muy pequeña. Los primeros conquistadores aplicaron el nombre de «juríes» tanto a los lules como a los vilelas y tonocotés, aunque ya a fines del siglo XVI ese nombre había dejado de usarse, ya que las diferencias entre las tres parcialidades se hizo muy evidente.

### Migraciones andinas
No se ha realizado ningún estudio sobre las migraciones de pueblos andinos anteriores a la invasión incaica; no obstante, es evidente que estas tuvieron lugar, ya que los pueblos que ocupaban el Noroeste argentino no eran originalmente de las mismas características físicas que las de los pueblos agrícolas que se encontraron los invasores españoles: en primer lugar, los cráneos anteriores al primer milenio a. C. recuperados en enterratorios son claramente dolicocéfalos, mientras que los pueblos agrícolas que habitaban las zonas agrícolas a la llegada de los españoles son braquicéfalos, y lo siguen siendo.
Por otro lugar, ciertos cambios culturales muy acelerados no parecen responder a la mera adopción de adelantos técnicos, sino a la colonización sistemática por parte de poblaciones llegadas desde el norte. Las poblaciones que desarrollaron las formas tempranas de agricultura en distintos lugares dispersos de las zonas altas del noroeste cultivaban calabazas y leguminosas, y disponían de una cerámica elemental y una industria lítica avanzada; las primeras viviendas eran circulares, con una única viga sosteniendo un techo cónico. En todos lados, las nuevas poblaciones incorporaron –al parecer, simultáneamente– la papa, el maíz, la cría de llamas, el tejido de la lana; la cerámica pasó rápidamente a ser más delicada y con decoraciones, mientras que para los instrumentos de piedra se utilizaron nuevas técnicas de tallado y pulido. Las viviendas pasaron a ser rectangulares, con paredes dobles unidas por una capa de tierra suelta y ripio, y techo simple, o a bien a dos aguas con cumbrera; las agrupaciones muy dispersas pasaron abruptamente a ser reemplazadas por pueblos compactos, asociados a obras de irrigación especializadas en la captación de aguas superficiales de pequeñas corrientes.

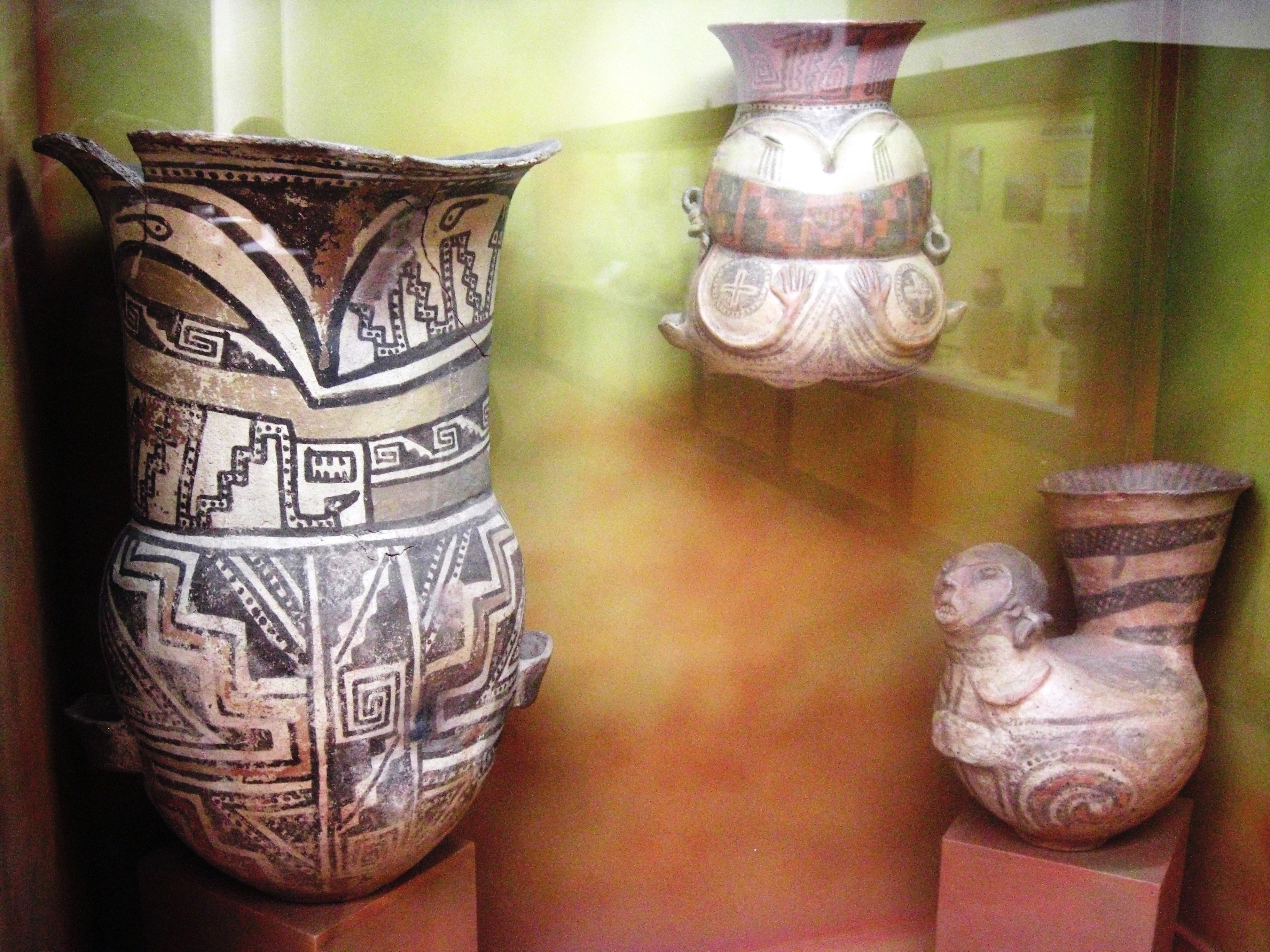
Cerámica de la cultura santamariana, Museo de La Plata.

No es igualmente seguro, sin embargo, que las adaptaciones posteriores –tales como el uso de andenes para los cultivos, las herramientas específicas para el transporte con llamas y ciertas herramientas para el tejido– se deban específicamente a la migración, ya que todas ellas pudieron ser gradualmente adoptadas de sus vecinos del norte. La delicada cerámica de la cultura santamariana, por ejemplo, no es copia de ninguna tradición cerámica peruana o altoperuana, sino un desarrollo puramente local. Igualmente, la ubicación de las poblaciones en posiciones defensivas por encima de las áreas cultivadas parece haberse desarrollado primeramente en el sur del área y gradualmente difundido hacia el norte.
La última invasión andina fue la de los incas, a fines del siglo XV, e incluyó una migración focalizada en puntos estratégicamente elegidos por las autoridades militares para organizar el territorio como parte del Imperio incaico, aunque no parece haber influido numéricamente en la composición de la población. Mientras que las técnicas no sufrieron grandes modificaciones –con la muy notable excepción de la construcción del camino del Inca– la urbanización sufrió una profunda transformación: esto resulta muy claro en los cambios urbanísticos en las ciudades, donde se incorporó la «cancha» o plaza pública y la «callanca», una clase especial de edificio público muy grande, con techo a dos aguas. La lengua quechua fue incorporada como lenguaje administrativo, pero la población continuó hablando sus idiomas locales.
Al oeste de la cordillera, los pueblos andinos aún estaban en proceso de migración hacia el sur al momento de la llegada de los españoles: los pueblos mapuches son, en su mayor parte, de características raciales andinas, y terminaron de ocupar el valle central chileno después de las campañas fundacionales españolas. Entre los siglos siglo XVI y siglo XVII, estos mismos mapuches comenzarían a cruzar masivamente la Cordillera en dirección al este, entrando en el noroeste de la actual Patagonia argentina, región que ya habían comenzado a colonizar algunos siglos antes.

### Migraciones en el litoral fluvial
A lo largo de una zona amplísima de América del Sur se encuentran en zonas inundables cerca de los ríos gran cantidad de pequeñas elevaciones del terreno, de entre uno y tres metros de altura, mucho menos altas que las colinas de la zona, pero suficientes para que las tierras queden casi siempre fuera del alcance de las crecientes de los ríos. Estos «cerros» son formaciones artificiales creadas por pueblos agricultores, que de esa forma aprovechan sitios de gran humedad sin perder las cosechas en cada creciente. Se extienden desde la isla de Marajó, en la desembocadura del río Amazonas, pasando por varios de los afluentes de este gran río, los llanos de Mojos, hoy en Bolivia, el alto río Paraguay, y en numerosos puntos a lo largo de la costa del río Paraná y en los ríos y riachos del delta interior de este río. Ya en 1916, el etnógrafo y arqueólogo sueco Erland Nordenskiöld atribuyó estas formaciones a migraciones de pueblos arahuacos desde la cuenca del Amazonas, opinión que ha sido sostenida repetidamente desde entonces.
Los restos arqueológicos más antiguos de la Argentina asociados a este tipo de formaciones datan de los primeros siglos de nuestra era, con un gradual aumento del número de hallazgos a medida que se avanza en el primer milenio. Corresponden a la formación de la llamada «tradición Goya-Malabrigo», correspondiente a pueblos claramente agricultores, cazadores y pescadores, que contaban con una cerámica pesada pero más desarrollada que la de los pueblos vecinos: piezas medianas y pequeñas, adornadas con incisiones y colores simples, en su gran mayoría cuentan con apéndices en forma de animales, generalmente aves. No eran pescadores especializados, y al parecer obtenían sus presas acuáticas con herramientas más adecuadas para la caza que para la pesca. Cultivaban hortalizas, mandioca y maíz, y ocupaban ubicaciones fijas sobre los cerros artificiales. Racialmente pertenecían al tipo «amazónico», de cuerpos proporcionados aunque ligeramente bajos, y con cráneos braquicéfalos.

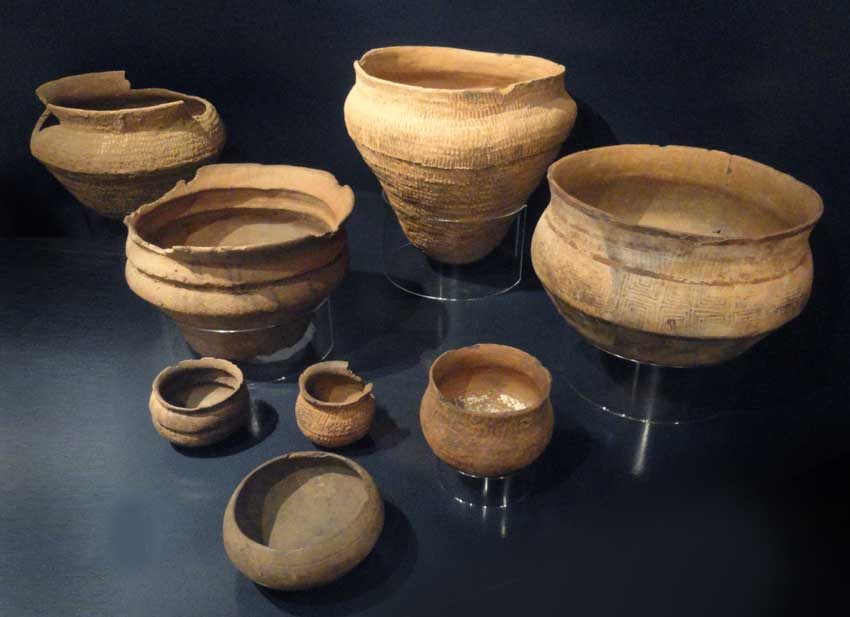
Cerámica guaraní, Río Grande del Sur.

A partir del siglo IX comenzaron a hacer su aparición los guaraníes, un pueblo de origen también amazónico, caracterizado por un uso mucho más intensivo de la agricultura, el desarrollo de técnicas específicas de pesca con anzuelos, redes y arpones, el cultivo en terrenos boscosos liberados por el método de la tala y roza, y la ocupación de las localidades durante períodos de tiempo de varios años, pero nunca permanentes. Ocuparon los mismos sitios de la tradición Goya-Malabrigo, desde la confluencia de los ríos Paraguay y Paraná hasta las costas del Río de la Plata, pero también algunas zonas selváticas del noreste de Corrientes junto a la totalidad de la provincia de Misiones. A lo largo de los ríos, sometieron a las poblaciones preexistentes, desapareciendo las poblaciones nativas en ambas márgenes del Paraná hasta el extremo sur de Corrientes; las poblaciones ubicadas sobre las costas de Entre Ríos y Santa Fe conservaron más sus tradiciones, y son conocidos por los arqueólogos como chaná-timbúes. Más al sur aún, en el delta inferior del Paraná, los guaraníes conservaban características más identificables con los guaraníes del Paraguay, por lo que los conquistadores de la época de la segunda fundación de Buenos Aires los identificaban como guaraníes de las islas. En su expansión llegaron hasta el extremo sur de la bahía de Samborombón, donde los topónimos Ajó y Tuyú son claramente guaraníticos.
La concentración de estos pueblos a corta distancia de los ríos permitió la circulación en sus cercanías de poblaciones nómadas de pueblos chaqueños, charrúas y pampeanos, dedicados a la caza, y con los cuales los guaraníes comerciaban y guerreaban alternativamente.

## Etnias existentes a principios delsigloXVI
Los españoles no conquistaron todo el actual territorio argentino de un solo golpe, ni tampoco conocieron sus poblaciones sino muy gradualmente. En particular, la Patagonia, la región pampeana interior y la región chaqueña no terminaron de ser incorporadas a la civilización occidental hasta mucho después de la independencia argentina, y los pueblos de la mitad austral de la Patagonia eran prácticamente desconocidos para las poblaciones de origen europeo, que no fueron capaces de crear asentamientos permanentes en esas regiones. Pero las etnias que habitaban esos territorios no permanecieron invariables, sino que sufrieron profundos cambios durante el largo período de la conquista inicial, a lo largo del siglo XVI, tanto continuando procesos que se habían iniciado con anterioridad como produciéndose alteraciones por la presencia de los españoles. Entre los cambios más espectaculares ocurridos a lo largo del primer siglo de la dominación española se cuenta la migración de los ava guaraníes desde la costa del río Paraguay hasta las yungas de Salta, Jujuy y Tarija, donde sometieron, canibalizaron y esclavizaron a las poblaciones nativas de origen chané.
Durante el siglo XVII tuvo lugar el comienzo de la ocupación de la actual provincia del Neuquén por parte de los mapuches; y durante el siglo XVIII, los mismos mapuches colonizaron y absorbieron a la mayor parte de las poblaciones de las actuales provincias de Río Negro, La Pampa y Buenos Aires, además de grandes zonas de Mendoza, San Luis, Santa Fe y Chubut, en el proceso conocido como araucanización. Como resultado de estas migraciones y de la difusión cultural, se formó un conjunto de poblaciones de idioma y costumbres mapuches, pero con una forma de vida dedicada a la caza, heredada de los puelches y tehuelches: los "pampas", pehuenches, ranqueles y otros pueblos de la región pampeana y del noroeste patagónico.
Las descripciones de los llamados pueblos originarios en el momento de la conquista suelen ignorar estos procesos, y describir a los indígenas en un esquema estático que incluye numerosos anacronismos, ya que representa a los pueblos indígenas tal como cada uno era en el momento en que cada una de estas poblaciones terminó de ser sometida a una autoridad externa, inicialmente a la del Imperio español y luego a la de la República Argentina. Muchas de estas poblaciones desaparecieron antes de que pudieran hacerse estudios detallados de sus características, y actualmente ignoramos la profundidad de las relaciones entre varios de estos grupos. Una complicación adicional para el conocimiento de las etnias históricas y presentes es el establecimiento de límites políticos entre los estados americanos, que no coinciden en absoluto con los límites históricos de los pueblos indígenas, ni siquiera de los límites presentes entre grupos étnicos.
Adicionalmente, los primeros conquistadores dieron a las distintas etnias y parcialidades con que se encontraron nombres que, en muchos casos, fueron rápidamente abandonados, y que muy raramente coinciden con los que posteriormente les dieron las poblaciones españolas sedentarias. Y que, a su vez, tampoco coinciden con los que los distintos pueblos se daban a sí mismos. Generalmente se ha preferido identificarlos por los nombres que les dieron las autoridades coloniales y religiosas españolas, aunque en la actualidad muchos de estos son reemplazados por sus autónimos: así, el nombre mapuches designa a los grupos que anteriormente eran conocidos como pampas, araucanos, pehuenches y manzaneros. Los ava guaraníes y wichis del Chaco occidental corresponden a los que antes eran conocidos con los nombres despectivos de chiriguanos y matacos, al tiempo que se prefiere llamar qom a los antes conocidos como tobas del Chaco oriental. Por su parte, los actualmente denominados con su nombre propio de selknam fueron conocidos como onas durante más de un siglo.
Dependiendo de las fuentes, la población total del territorio argentino en la primera mitad del siglo XVI arroja números muy variables: Ángel Rosenblat la estimó en 300 000 habitantes, Julian Steward afirmó que habrían sido unos 170 000 habitantes, mientras que para Horacio Difrieri habrían sido 343 000 y posteriormente se han citado números aún mayores, superando en ocasiones los 900 000 habitantes.
Culturalmente, se suele dividir las poblaciones en cinco áreas culturales: la región pampeana y la Patagonia; la Mesopotamia y el litoral fluvial; la región chaqueña; las sierras centrales y Cuyo; y el noroeste.

### Patagonia y región pampeana
En el extremo sur de la Argentina, a lo largo del canal Beagle y hasta el cabo de Hornos habitaban los yámanas o yaganes; se trataba de un pueblo nómada que basaba su economía en la pesca, la caza de guanacos y lobos de mar y en la recolección de mariscos. Sus herramientas eran casi exclusivamente de hueso y de conchas, aunque utilizaban la piedra en puntas de flecha para cazar. Su lengua, ya extinguida, no tenía relación con ninguna otra conocida. Las familias viajaban en canoas hacia los lugares de pesca y recolección y de regreso a sus campamentos fijos en la costa. Allí, la enorme cantidad de moluscos bivalvos que consumían dejaban grandes depósitos de desechos de conchas, llamadas conchales, los cuales –una vez alcanzada cierta altura– servían también como reparo contra el viento, de modo que era allí donde colocaban sus toldos. No conocían la cerámica, pero habían desarrollado la cestería. Su vida espiritual parece haber sido muy limitada, y sus principales ceremonias estaban ligadas al paso de los jóvenes a la vida adulta, y a la representación de monstruos a través de disfraces, con los cuales los hombres dominaban a las mujeres y a los niños por el miedo. A la llegada de los españoles, la totalidad de la población yámana era de unas 3000 personas, incluyendo a quienes vivían del lado chileno del canal, y en las islas hasta el cabo de Hornos.
Hacia el este, en la península Mitre, vivían los manneken o haush, un grupo nómada posiblemente surgido como un cruzamiento entre yámanas y selknams. Estaban especializados en la caza de guanacos y lobos marinos, y en el aprovechamiento de ballenas varadas en la costa. Su idioma –del grupo chon– prácticamente no ha sido estudiado: el misionero británico Thomas Bridges pasó un tiempo intentando crear un diccionario de la lengua haush, pero lo abandonó cuando le informaron cuán escasa era la población de estos indígenas: unos pocos cientos de personas, y con su población declinando rápidamente.
El centro y norte de la isla estaba poblada por los selknam, a quienes los yámana –y los argentinos hasta finales del siglo XX– llamaron «onas». Eran un pueblo cazador y nómada, especializado casi exclusivamente en la caza de guanacos; no pescaban, no sabían nadar ni navegar, por lo que el estrecho de Magallanes era para ellos una barrera insalvable. Gente de tamaño considerable, vivían en chozas de cuero que los refugiaban del viento. En total serían unas 4000 personas en el siglo XIX, y hay indicios de que su población estaba disminuyendo antes del primer contacto con los occidentales debido a la sobreexplotación de las poblaciones de guanacos.
Al norte del estrecho, y hasta el río Negro, estaban los tehuelches o tsónik , uno de los pueblos físicamente más grandes de la tierra. Cazadores permanentemente nómadas, su estrategia de caza era la persecución tenaz de los guanacos y los suris, no permitiéndoles alimentarse ni beber; cuando finalmente la presa estaba lo suficientemente débil, utilizaban las boleadoras, el arco y la flecha para su captura. Conocían la cerámica, aunque preferían asar la carne. Divididos en varios grupos, los mejor estudiados fueron los aónikenk del extremo sur y los téuesch o poyas del noroeste, considerados en general más primitivos. A lo largo del año, estos pueblos migraban siguiendo a las poblaciones de guanacos y suris: durante la primavera subían a las posiciones más altas de la meseta y se acercaban a la cordillera, mientras que en el otoño recorrían los valles fluviales hacia la costa, buscando tanto las poblaciones de sus presas tanto como un clima más benigno.
La amplia región pampeana estaba habitada por pueblos de tipo racial «patagónico», también llamado «pampeano», cuya forma de vida y técnica eran muy similares a los de la Patagonia, aunque consumían una dieta algo más variada, que incluía venados, ñandúes, "nutrias" y armadillos junto a los guanacos. Los grupos ubicados más al norte –los taluhet– intercambiaban mercaderías (lana, herramientas de piedra y carne) con las poblaciones litorales, que aportaban principalmente pescado. Eran nómadas, con circuitos de circulación fijos en torno a las sierras del sur de la provincia de Buenos Aires, del centro de la provincia de La Pampa y del sur de la provincia de Córdoba. Utilizaban la cerámica para hacer ollas, y –donde tenían acceso a ellos– los frutos del algarrobo y del caldén, que molían con morteros de piedra y cocinaban antes de consumir.
Los pueblos de la meseta patagónica y las pampas, desde las sierras de Córdoba y el río Carcarañá hasta el lago Fagnano en Tierra del Fuego, hablaban leguas de la familia chon. En la región pampeana, los únicos pueblos que antes de ser araucanizados tuvieron un contacto permanente con los españoles de Buenos Aires –los querandíes, parcialidad de los taluhet– conocían el idioma guaraní, y se comunicaban con los blancos en ese idioma, mientras los grupos ubicados al sur y oeste de la región pampeana, llamados en un tiempo diuihet, parecen haber sido los mismos puelches que conocerían siglos más tarde los españoles, de idioma gününa këna o gennakenk, que se extendían por todo el norte de la Patagonia, y que serían casi completamente araucanizados a lo largo del siglo XVIII.
En algunos valles cordilleranos de la provincia del Neuquén vivían a principios del siglo XVII grupos avanzados de los mapuches originarios de Chile, que pronto llegarían a dominar por completo esa provincia y el oeste de la de Río Negro. Durante los siglos XVIII y XIX se extenderían al noroeste de la provincia del Chubut, después de haber absorbido casi por completo las poblaciones nativas de La Pampa y Buenos Aires.
La población de la Patagonia, según Alberto Rex González, habría sido de unos 10 000 habitantes, mientras que la región pampeana habría albergado a otros 30 000.

### Mesopotamia y litoral fluvial
Al noreste de la región pampeana se extiende una llanura ondulada rodeada por los grandes ríos Uruguay y río Paraná. La población original de esta región parece responder a pueblos cazadores de pequeñas presas, pescadores y recolectores, pertenecientes al tipo racial «láguido», de talla pequeña y aspecto ligeramente débil. A la fecha de llegada de los españoles al Río de la Plata, estaban en franco retroceso, aunque seguramente aún se conservaban en el interior de la provincia de Corrientes y en las selvas más densas y alejadas de los ríos en la provincia de Misiones. Los primeros navegantes españoles los llamaron cainaroes, posteriormente se los llamó chaná-salvajes y al parecer los guaraníes los llamaron gualachíes. Eran nómadas, aunque se trasladaban a cortas distancias, y vivían en chozas hechas de ramas, ya que sus herramientas de piedra no permitían hachar árboles. Los bohanes, minuanos y yaros eran originalmente parte de este grupo étnico y cultural, pero en tiempos históricos –siglos XVIII y XIX–  fueron posteriormente absorbidos por los charrúas y se hicieron más movedizos gracias a la incorporación del caballo, haciéndose cazadores. Sus lenguas presumiblemente pertenecían a la familia de las lenguas ye o gé, antes de cambiar a lenguas del grupo charrúa.
Al sur de estos, extendiéndose por la totalidad de la provincia de Entre Ríos y el sudeste de la de Corrientes, con ramificaciones al oeste del Paraná y ocupando más de la mitad de la actual República Oriental del Uruguay, habitaban los pueblos del gran grupo lingüístico charrúa, cuyos idiomas inicialmente se pensó que estaban emparentados con las lenguas arahuacas, aunque posteriormente esta afirmación ha sido puesta en duda inclusive por sus defensores de años anteriores. Su conformación racial era de tipo «pampeana», y su estilo de vida era el de cazadores nómadas, armados de lanzas, arco y flechas y boleadoras. El ambiente, rico en bosques más o menos densos, les permitía formar chozas con mayor predominio de las ramas, aunque su impermeabilización dependía de los cueros. El nombre de charrúas corresponde a pueblos que habitaban al oriente del río Uruguay, mientras que en Entre Ríos vivían las fracciones conocidas como chanás, guenoas, minuanes, mbeguaes y mocoretaes; al noroeste, ya en Corrientes, vivían los yaros, que posiblemente fueran los que más conservaban las características de los gualachíes, aunque su idioma era claramente del tronco charrúa.
En la costa oriental del río Paraná, en la provincia de Santa Fe, vivían los descendientes de las migraciones arahuacas del primer milenio de nuestra era; se los conoce como "grupo del litoral", y pertenecían a este grupo los mepenes, calchines, quiloazas, corondas, timbúes y carcaraes. Eran horticultores sedentarios, cazadores de pequeños animales y pescadores; contaban con una cerámica más avanzada que la que utilizaban los pueblos cazadores, aunque algo tosca en comparación con la de sus vecinos del río, y navegaban entre las islas en canoas.
Al norte y al sur de estos últimos, ubicados sobre el río Paraná y el alto río Uruguay, y en el delta del Paraná, estaban los guaraníes, los últimos en llegar, y que –cuando llegaron los colonizadores españoles a la región– aún estaban colonizando varias zonas, como el último tramo del río Uruguay, las costas del Río de la Plata y posiblemente de la bahía de Samborombón. Eran agricultores y pescadores, y su economía dependía principalmente del maíz, diversas clases de porotos y calabazas y –al menos en el norte– de la mandioca. Habitaban en grandes chozas que formaban poblados estables, aunque cualquier sobrante de población o crisis de falta de alimentos era causal suficiente para que una parte importante de la población migrase en busca de terrenos desocupados, impulsados además por un sistema religioso que buscaba eternamente la «tierra sin mal». Eran también guerreros feroces y practicaban ampliamente el canibalismo; de hecho, se cree que el primer capitán español en llegar al Río de la Plata, Juan Díaz de Solís, fue muerto y devorado por indígenas de esta etnia. Numéricamente, eran la población más abundante de todo el litoral, aunque en la actual Argentina su número no era tan abundante como en la zona central de la actual República del Paraguay, donde posiblemente habitarían varios cientos de miles de guaraníes.
En conjunto, la población de la Mesopotamia, incluido el delta del Paraná, habría sido de unos 20 000 habitantes.

### El Chaco
En sentido amplio, la región chaqueña argentina abarca desde el río Paraná hasta las zonas bajas de las yungas del noroeste, y desde el río Pilcomayo hasta el sur de la provincia de Santiago del Estero y el centro de la de Santa Fe. Es una llanura boscosa, con suelos comparativamente «nuevos», formados por depósitos aluvionales de los ríos que bajan de las montañas, que debido a estos mismos depósitos cambian frecuentemente de curso. Incluye algunas sierras más o menos aisladas, como las de Santa Bárbara y Maíz Gordo en Jujuy, la de Burruyacú en Tucumán y la sierra de Guasayán en Santiago del Estero. Debido a que las precipitaciones disminuyen de este a oeste antes de aumentar al pie de las sierras, su vegetación es de bosques xerófilos en el centro, y selvas en los límites oriental y occidental. La falta casi absoluta de precipitaciones en invierno es una limitante seria para las posibilidades de la agricultura, por lo que los pueblos originarios muy rara vez desarrollaron esta actividad, excepto junto a los ríos.
A la llegada de los españoles, casi la mitad de este territorio estaba habitado por pueblos de la familia lingüística guaicurú: los qoms o tobas; los moqoit o mocovíes; los abipones; los pilagás y algunas otras parcialidades similares, que ocupaban todo el centro y norte de Santa Fe, la casi totalidad de la provincia del Chaco, el centro y Este de Formosa y todo el Noreste de Santiago del Estero. De tipo racial «pampeano», es decir altos y corpulentos, eran cazadores nómadas que capturaban una fauna más variada que la de la región pampeana: a las especies que se cazaban en el centro de la actual Argentina, se agregaban otros cérvidos, carpinchos, pecaríes, tapires, agutíes y armadillos, y además consumían miel y pescado. A sus herramientas y armas de piedra debe agregársele el uso de los cuchillos hechos con dientes de palometas. Sus toldos eran más abiertos que los de los pueblos pampeanos, y construían también empalizadas y techados con ramas. Dado que habitaban una región más calurosa, su vestimenta era usualmente escasa, y ocasionalmente andaban desnudos.
Al noroeste de estos, en el oeste del Chaco y Formosa, y el este de Salta y Jujuy, los wichís, llamados durante mucho tiempo matacos, hablaban una lengua lejanamente emparentada con las de la familia guaicurú y llevaban un estilo de vida muy similar, aunque adaptado a un clima más seco. A este grupo pertenecen también otras tres etnias, los weenhayek o noctenes, y los chorotis o yofuashas y los chulupíes o nivaclés, los cuales se extienden también por el sudeste de la actual Bolivia. Junto a los yámanas, eran los dos pueblos más desconocidos para los pobladores de origen hispánico; eran también de los más pacíficos, y nunca llegaron a domesticar al caballo. Eso explica que las primeras descripciones occidentales de estos puablos sean de la época de la conquista del Chaco. Debido a que no eran belicosos y a que vivían en una zona con recursos alimentarios limitados, se organizaban en grupos familiares y clanes, no llegando a formar bandas sino cuando eran atacados; aún en estos casos, la autoridad de los jefes que los dirigían era muy limitada. Es posible que estos pueblos hayan migrado lentamente hacia el sur, de modo que quizá en el siglo XVI solo habitaran actual suelo argentino los wichis y los vejoses, una parcialidad que se ha extinguido o ya no utiliza ese nombre.
Mucho más móviles, migrando a través de los pueblos guaicurúes, los vilelas hablaban una lengua completamente distinta y habían adoptado algunos rudimentos de agricultura. Eran cazadores y recolectores, y se extendían en franjas discontinuas desde el Paraná hasta el límite entre Tucumán y Santiago del Estero. Formaban bandas de guerreros agresivos, y fueron los únicos en el actual territorio argentino que utilizaban flechas envenenadas. Al mismo grupo étnico pertenecían los lules, que habitaban la casi totalidad de la provincia de Tucumán y partes del centro-Este de la de Salta; pero si bien algunos de estos últimos eran belicosos y agresivos, otros eran notoriamente más pacíficos, y en algunas zonas de Tucumán se dedicaban a una agricultura en gran escala de inspiración andina, como los que conformaban el «señorío de Tucma», que serían sometidos muy tempranamente por los españoles de la primera ciudad de El Barco y de la primera San Miguel de Tucumán.
Al norte y oeste de los wichis, los chanés o izoceños eran un pueblo de lengua arahuaca, agricultores de tala y roza, que en el mismo momento del principio de la conquista estaban perdiendo su independencia a manos de los guaraníes: sucesivas migraciones desde el actual Paraguay llevaron a grandes grupos de guaraníes a instalarse en las yungas bajas del centro y sur de Bolivia y del noroeste argentino, donde esclavizaron y canibalizaron a los chanés. La lengua de esta etnia, llamada ava guaraní, no tiene grandes diferencias con el guaraní paraguayo; las palabras que utilizan son casi las mismas aunque, mientras en el Paraguay son casi sin excepción agudas, entre los ava guaraníes tienden a ser de acentuación grave. Su actividad guerrera los llevó a chocar con el Imperio incaico, lo que le valió el mote insultante de chiriguanos de parte de estos.
El pueblo culturalmente más desarrollado de la llanura chaqueña, y –por gran diferencia– el más numeroso, eran los tonocotés, que habitaban los cauces de los ríos Salado, Dulce y Bermejito, en todo el centro de Santiago del Estero y el sudeste de Salta. Posiblemente pertenecieran también a esta etnia los pueblos de Matará y Guacará del centro de la provincia del Chaco. Los tonocotés eran un pueblo agricultor de tradiciones culturales y origen étnico mixtos entre influencias andinas y amazónicas; si bien tenían viviendas permanentes, éstas eran de ramas, paja y barro, y no ha quedado prácticamente nada de ellas.
La población que los investigadores asignan a la región chaqueña depende de los límites que se le asigne: Alberto Rex González menciona 50 000 habitantes, número que no incluye a los tonocotés pero sí a los lules y ava guaraníes.

### Cuyo y las Sierras Centrales
La mitad norte del Neuquén y la mitad sur de la provincia de Mendoza estaban habitadas por un conjunto de pueblos de cultura similar, cazadores y recolectores especializados, y que hablaban un conjunto de lenguas emparentadas, aunque han sido poco estudiados: los antiguos pehuenches, los "puelches algarroberos" y los chiquillanes. Tenían algunos rudimentos de agricultura y utilizaban cerámica, y residían en forma relativamente estable en torno a montes de prosopis –en el sur de Mendoza– y de araucarias –en el oeste de Neuquén– cuyos frutos consumían en forma masiva. Vivían en toldos de cuero cónicos, más parecidos a los tipis de los nativos de las llanuras centrales de Estados Unidos que a los de los tehuelches y mapuches. Hablaban probablemente una variante de las lenguas huarpes, y actuaban como avanzada poblacional y cultural de los pueblos huarpes; impedidos de cultivar la tierra por razones climáticas, modificar su forma de vida para alimentarse de semillas de algarrobo y de araucaria. Los chiquillanes se extendían más al oeste de la cordillera de los Andes que al este de ella, por lo que fueron bien estudiados por los españoles de Chile, que los consideraban los más bárbaros y primitivos indígenas de los que conocían; vivían de la recolección de plantas y semillas, pero principalmente de la caza. Incorporados primero a los pehuenches, terminaron por ser araucanizados por completo antes de entrar en contacto pleno con los españoles.
Las cuencas de los ríos Tunuyán, Mendoza y San Juan, y parte de la actual provincia de San Luis estaban habitadas por los huarpes, un pueblo de tipo racial «huárpido» –altos, delgados y de tez oscura– agricultor y pacífico. Desarrollaron una agricultura diferenciada de la de estilo andino, ya que aprovechaban los grandes ríos –a diferencia de sus vecinos del norte, especializados en pequeñas corrientes de agua– y dependían menos del maíz y la papa, por lo que la importancia de la caza era mayor que en las culturas superiores. Estaban divididos en tres parcialidades: los millcayac, en San Juan y San Luis, los allentiac en Mendoza y los guanacaches, ubicados junto a las lagunas de Guanacache y a lo largo del curso del río Desaguadero y especializados en la pesca y la caza de aves acuáticas. Su cerámica era tosca, pero su cestería era superior a la del resto de los pueblos de la actual Argentina.
Al este de los huarpes, ocupando los valles a ambos lados de las sierras de Córdoba y algunas zonas de San Luis, los comechingones eran otro pueblo de tipo racial huárpido, que llamó la atención de los conquistadores españoles por ser prácticamente el único pueblo americano nativo cuyos hombres ostentaban barba. Su cultura estaba basada en una combinación de agricultura con caza y recolección; probablemente parte de las comunidades se movían en busca de presas y del fruto del algarrobo, además de practicar la ganadería trashumante de llamas, mientras el resto de la banda permanecía en los pueblos agrícolas, donde cultivaban hortalizas y maíz. Sus casas tenían la particularidad de estar excavadas en la tierra, con el techo apoyado en los bordes del pozo resultante. Los conquistadores coinciden en relatar que, por esa razón, los pueblos no eran visibles sino desde muy cerca, y que sólo los cultivos de maíz delataban la presencia de un poblado. También remarcan que las casas eran tan grandes y profundas como para acoger una división de jinetes españoles montados. Hablaban dos lenguas emparentadas, la lengua henia y la camiare.
En los departamentos del norte de Córdoba y las zonas serranas del sur de Santiago del Estero, y en la llanura entre las sierras y la laguna Mar Chiquita, vivían los sanavirones. Parcialmente eran el resultado de una mixogenización de los pueblos tonocotés y comechingones y habían desarrollado unas técnicas agrícolas más desarrolladas que las de estos últimos, con un uso más eficiente del riego, gracias a las cuales lograron una mayor densidad de población en un área climáticamente más rigurosa. Su lengua estaba emparentada con la de los tonocotés, según algunas fuentes, o con las de los lules y vilelas según otras, aunque utilizaban algunos sufijos como sacate –pueblo– y mampa –acequia– posiblemente de origen henia, y que se han incorporado a la toponimia de la zona.
Al oeste de los comechingones y sanavirones, en la sierra de los Llanos –es decir el tercio sudeste de la provincia de La Rioja– y las zonas inmediatamente vecinas existían algunas comunidades de tipo racial huárpido y cultura similar a la de sus vecinos del sur y el este, es decir agricultores aldeanos. Según Salvador Canals Frau, habrían formado una etnia diferenciada, que él llamó olongastas y que otros autores han rechazado, afirmando que la región estaba más bien poblada por intrusiones de comunidades vecinas, esto es, de huarpes, comechingones, sanavirones, tonocotés, capayanes y cacanos.

### El Noroeste y el Imperio incaico
Los pueblos puramente agrícolas y ganaderos del noroeste estaban enteramente bajo la dominación del Imperio incaico desde la acelerada conquista por parte del inca Túpac Yupanqui en la década de 1470. Sus límites no están claramente definidos, especialmente porque más allá de los mismos existían territorios que parecen haber sido tributarios del imperio, y no parte del mismo en sentido estricto. La zona estrictamente controlada por el imperio y servida por su red de pucaras y caminos reales incluía la Puna, la quebrada de Humahuaca y los valles del sur de Jujuy, el valle de Lerma y los valles Calchaquíes en Salta, el valle de Tafí en Tucumán, prácticamente la totalidad de Catamarca, el centro y oeste de La Rioja, el norte y oeste de San Juan y el valle de Uspallata en Mendoza. Fuera de esta zona de dominio estricto, es seguro que ejercieron alguna clase de control sobre los pueblos huarpes de Mendoza y San Juan, y al parecer establecieron fuertes defensivos dentro del territorio de estos, servidos por yanaconas de origen diaguita chileno. También es probable que hayan ejercido alguna clase de autoridad o de presión sobre una parte del territorio tonocoté.
Se desconoce con precisión qué etnia habitaba los valles de Uspallata, Calingasta e Iglesia, pero –dado que estaban ubicados a lo largo del camino del inca– es posible que tras la conquista fueran habitados por yanaconas de origen diaguita o quechua. Las cuencas de los ríos Jáchal, Huaco, Guandacol y Vinchina, y algunas zonas del centro de La Rioja estaban habitadas por los capayanes, un pueblo huárpido que había sido gradualmente absorbido por sus vecinos diaguitas del norte. El nombre de «yacampis», que se hizo famoso por ser el de los habitantes de la región de la ciudad de La Rioja, parece haber denominado alternativamente a capayanes en tierras de diaguitas y a diaguitas ocupando territorio de capayanes.
El grueso de la población de la región estaba formado por los pueblos que hablaban cacán, incluyendo los diaguitas, calchaquíes, «paziocas», pulares y sus fracciones. Al norte de estos, los omaguacas habitaban la quebrada de Humahuaca y sus valles transversales, mientras que sus vecinos ocloyas, osas y paypayas, que hablaban un idioma casi idéntico, vivían en los valles al sur de esta. Su bagaje cultural no presentaba diferencias esenciales con las de los diaguitas y sus hermanos de lengua. Más al norte aún, y al oeste de estos, los atacameños, que hablaban el cunza, formaban parte del mismo grupo cultural, aunque su economía dependía en mayor medida del comercio y del cultivo de la papa, mientras que –ubicados por encima de los 3000 m s. n. m.– casi no cultivaban el maíz.
Todos estos pueblos habían desarrollado un sistema agrícola basado en el aprovechamiento intensivo de pequeñas corrientes de agua, con cultivos en andenes, la cría de llamas, la metalurgia del bronce y el oro, y vivían en pueblos o ciudades muy densamente concentrados, con sus casas rectangulares y sus paredes formadas por una doble hilera de piedras, con el espacio intermedio relleno de ripio y tierra. Sus pequeñas ciudades reunían varios cientos, e inclusive miles de habitantes, como los casos de Tastil, El Shincal, Quilmes y otros similares.
La dominación incaica se ejerció, tras una conquista que necesariamente debió haber sido violenta, a través del afinado sistema de administración centralizada, del comercio y tráfico de información por el capac ñam o red de caminos incaicos, del control territorial desde pucaras y tambos –que servían de postas del camino real y de depósitos de alimentos– y de la administración local, que controlaba el pago de los impuestos reales y la administración de los depósitos de alimentos en los períodos de crisis. El actual territorio argentino probablemente estaba dividido en cuatro provincias, cuyas cabeceras estaban ubicadas, de norte a sur, en Tilcara, en la quebrada de Humahuaca; La Paya, en Cachi, y Tolombón, ambos en los valles Calchaquíes; y la Tambería del Inca, en Chilecito, valle de Famatina.
La población de la totalidad del Noroeste argentino, según algunas fuentes, superó los 200 000 habitantes, que equivale a más del 60% de la población total del actual territorio argentino. La actual población de esa región tiene un fuerte componente mestizo y ha conservado, al menos en parte, aspectos culturales heredados de sus antepasados aborígenes. No obstante, con excepción del idioma cunza, que subsistió en Chile hasta mediados del siglo XIX, los demás idiomas regionales se extinguieron por completo durante el siglo XVII, y no se alcanzaron a hacer diccionarios ni textos en esos idiomas que hayan subsistido, por lo cual su estudio en profundidad es imposible.